# Dessous de la ligne Maginot

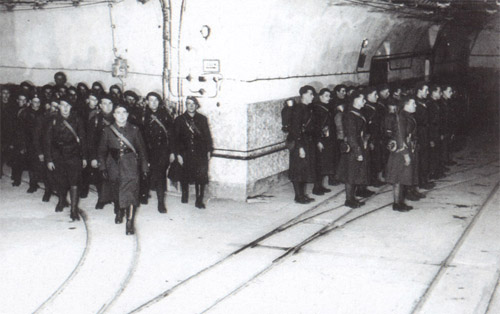
Relève dans un gros ouvrage de la ligne Maginot en 1939.

Les dessous de la ligne Maginot désignent les installations souterraines des ouvrages de la ligne Maginot.
Ces « dessous » se décomposent en plusieurs grandes zones : galeries, magasins, usine, caserne, PC, etc., qui permettent aux blocs de combat de remplir leur mission.
Pour un article plus général, voir Ouvrage de la ligne Maginot.

## Les composantes d'un ouvrage
Tous les ouvrages de la ligne Maginot sont conçus pour résister à un bombardement d'obus de très gros calibre. Les organes de soutien sont donc aménagés en souterrain, sous plusieurs mètres de terrain, tandis que les organes de combat, dispersés en surface sous forme de blocs, sont protégés par d'épais cuirassements en acier et des couches de béton armé. Bien qu'il y ait eu une évolution dans la construction des ouvrages, tous sont donc organisés au moyen de trois composantes :
- l'entrée pour les hommes et munitions (ou deux entrées distinctes) ;
- les « dessous » ;
- les blocs de combat : casemates et tourelles.

Cette conception de l'organisation des fortifications sous la forme d'un « fort articulé » (surnommé aussi « fort palmé ») avait été validée par la Commission de défense des frontières (CDF, de 1926 à 1927), puis maintenue par la Commission d'organisation des régions fortifiées (CORF, de 1927 à 1935). Elle tenait essentiellement compte de l'expérience acquise en 1916 pendant les combats de Verdun qui avaient montré que les forts avaient joué un rôle non négligeable dans la défense de la place de Verdun, bien qu'ils aient été privés de leur artillerie par le maréchal Joffre dès 1914.
Le fort moderne ne devait plus être conçu comme un ouvrage monolithique, abritant tous les organes offensifs et défensifs, mais, au contraire, une structure répartie en blocs dispersés, ces derniers reliés par des galeries profondément enterrées. Désormais, les bombardements et les attaques par gaz ne doivent plus avoir d'effets sur les hommes de la garnison.

## Typologie

### Galeries
Les galeries permettent les échanges à l'intérieur de l'ouvrage, qu'il s'agisse des relèves des équipages entre les blocs et la caserne, de l'approvisionnement en munitions des blocs de combat, ou encore des éléments techniques (électricité, téléphones, ventilation, eaux usées, etc.). L'enfouissement des souterrains dépend de la géologie locale, pour complètement neutraliser les effets des bombardements les plus lourds. Selon le relief, on peut atteindre des profondeurs plus importantes : sous la colline du Hackenberg, la différence entre les observatoires à la surface et la galerie est de 95 mètres, traversée par des puits d'accès (de part et d'autre d'un PC à 68 mètres de profondeur).
| Type de terrain  | Ouvrage   | Abri-caverne |
| ---------------- | --------- | ------------ |
| Roche dure       | 12 m      | 8 m          |
| Calcaire tendre  | 16 m      | 10 m         |
| Terrain marneux  | 18 à 20 m | 12 à 15 m    |
| Terrain argileux | 25 à 30 m | 18 à 20 m    |

La longueur des galeries dépend de la taille de l'ouvrage, de quelques centaines de mètres à plusieurs kilomètres. Pour le cas record de l'ouvrage du Hackenberg, il y a 3 226 mètres de galeries principales, avec un réseau ferroviaire de 3 451,70 m (les gares ont deux voies), sans compter les 646 m de profondeur des puits. Le volume terrassé en souterrain (puits, galeries et locaux) représente 137 500 m3.
Les galeries sont en pente très légère pour faciliter l'écoulement des eaux vers les entrées ou vers l'égout. Elles sont de différentes dimensions selon le trafic estimé et donc selon l'emplacement de la galerie : de 1,20 mètre de large et 2,35 de haut (type VI) pour les galeries à faible circulation, à 3,30 mètres de large et 3,50 de haut (type I) pour les galeries principales.
Par ces galeries peuvent passer une gaine de ventilation, les nombreux câbles téléphoniques, ceux électriques, la caténaire d'alimentation du train et les deux rails si l'ouvrage est important. S'y trouve aussi une rigole d'évacuation des eaux de condensation et d'infiltration. L'éclairage se fait par une lampe sous globe étanche tous les cinq ou six mètres, avec des lanternes de secours à bougie.

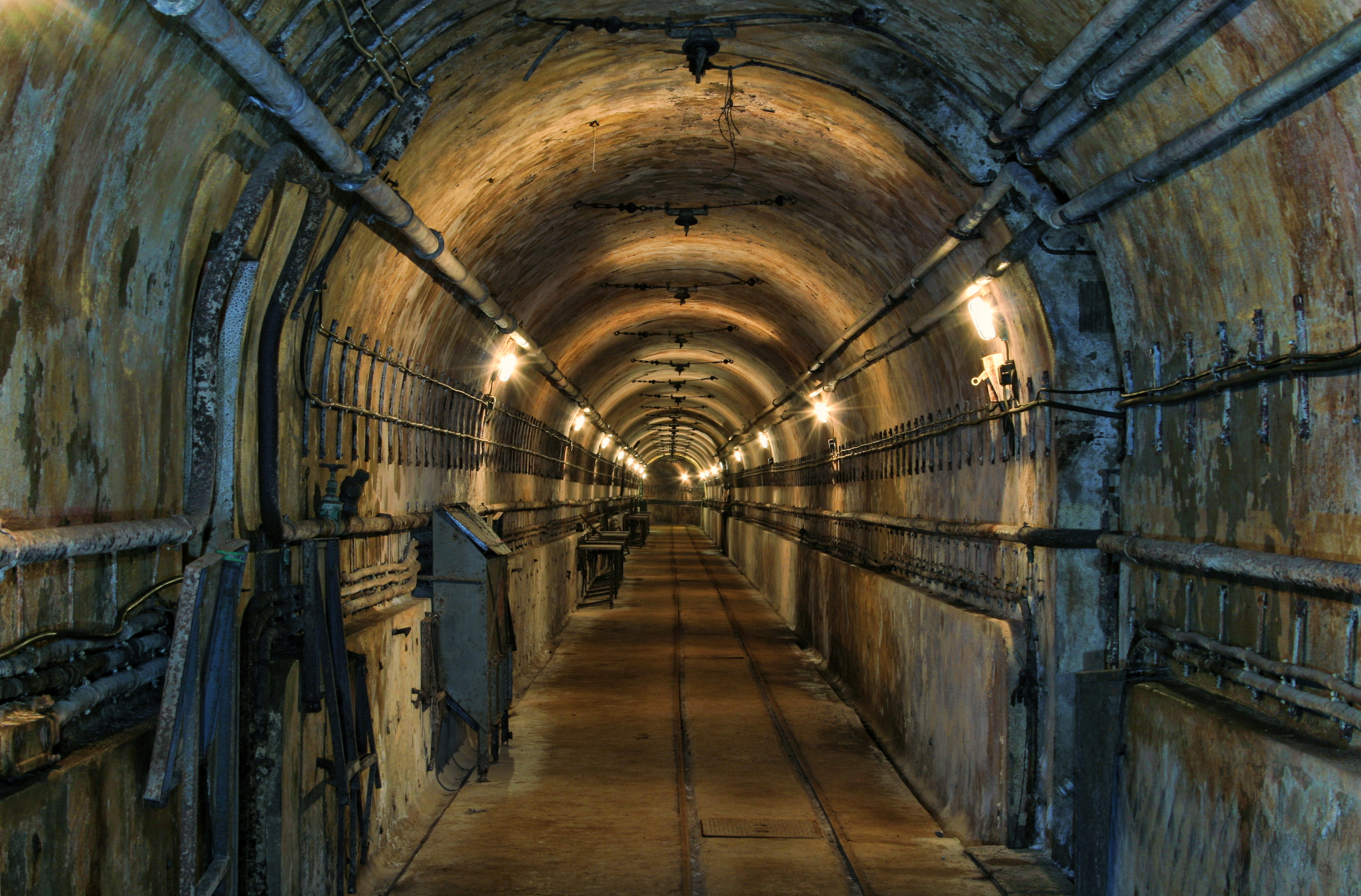
Une galerie de l'ouvrage du Michelsberg.
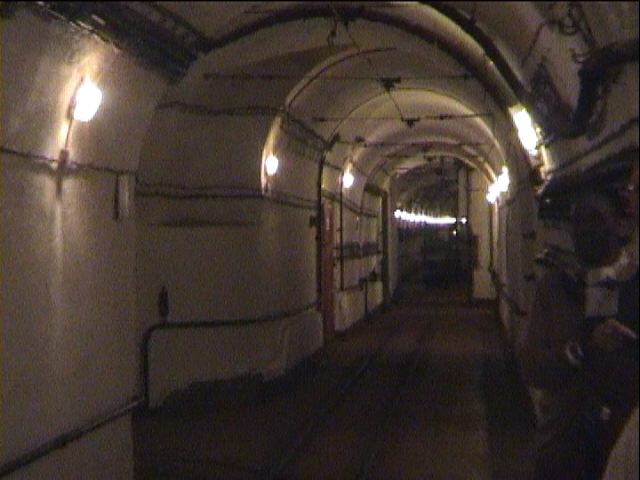
Une galerie de l'ouvrage du Hackenberg.
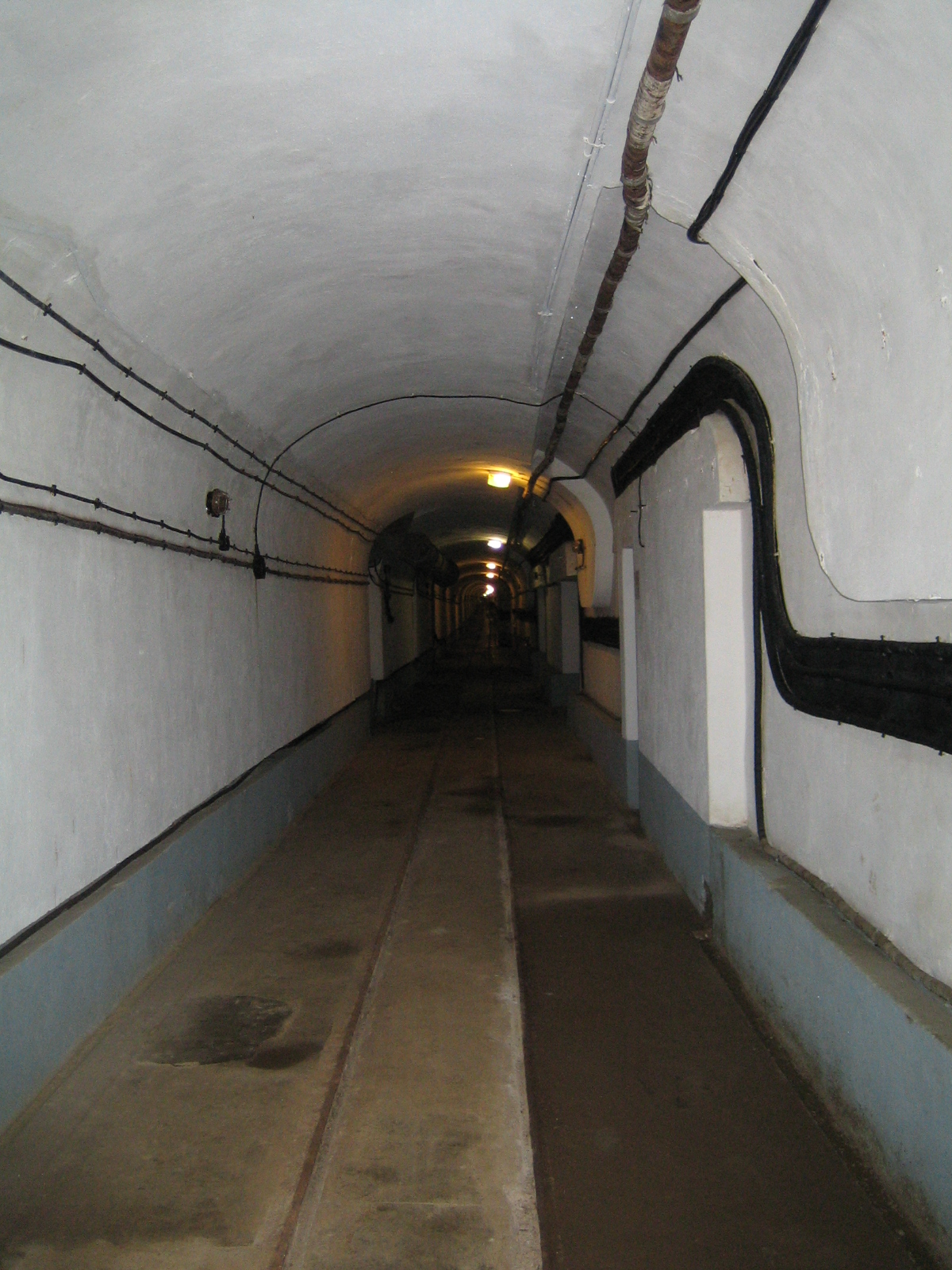
Galerie de l'ouvrage du Four-à-Chaux.
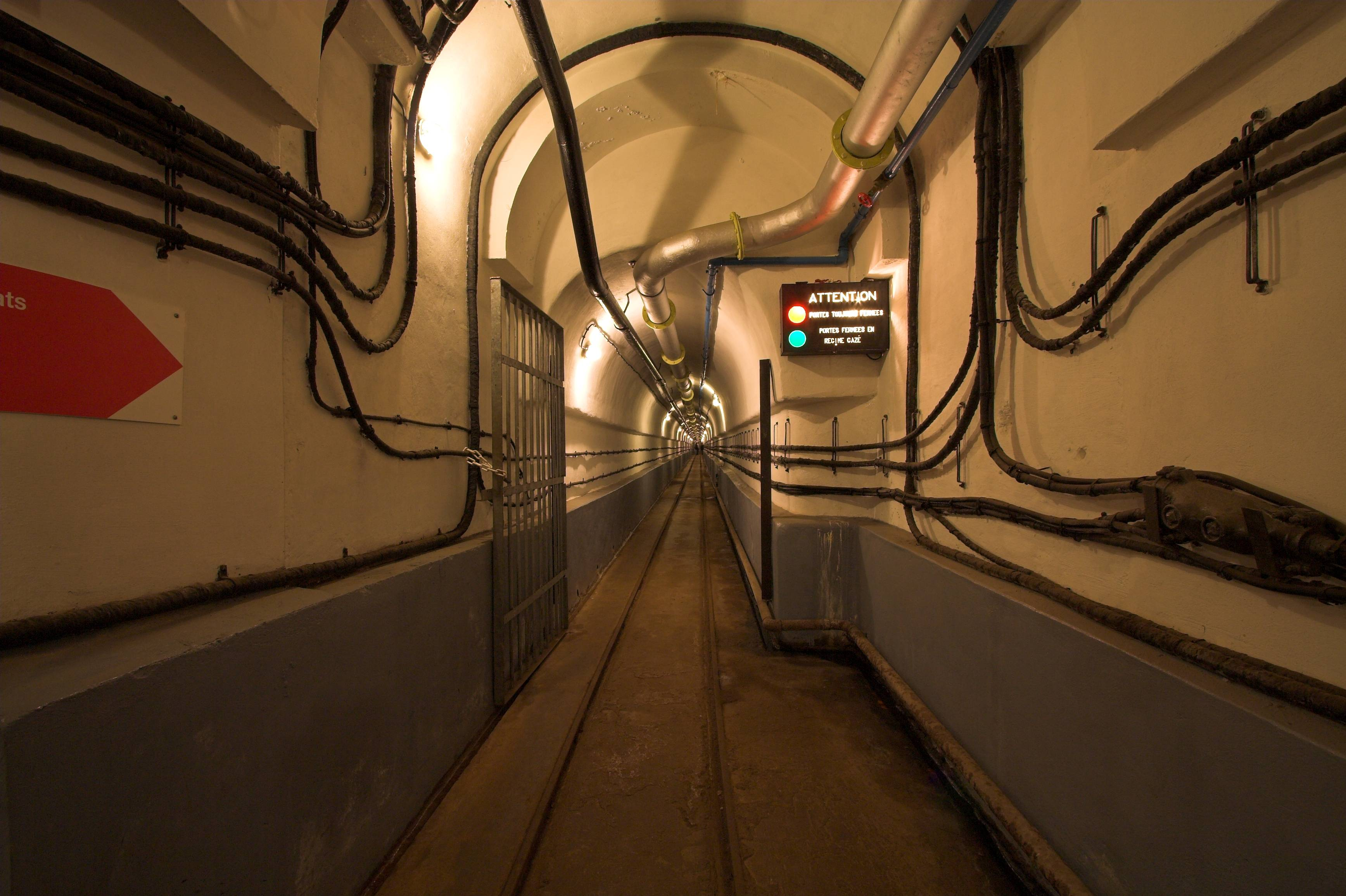
Galerie de l'ouvrage de Schœnenbourg.
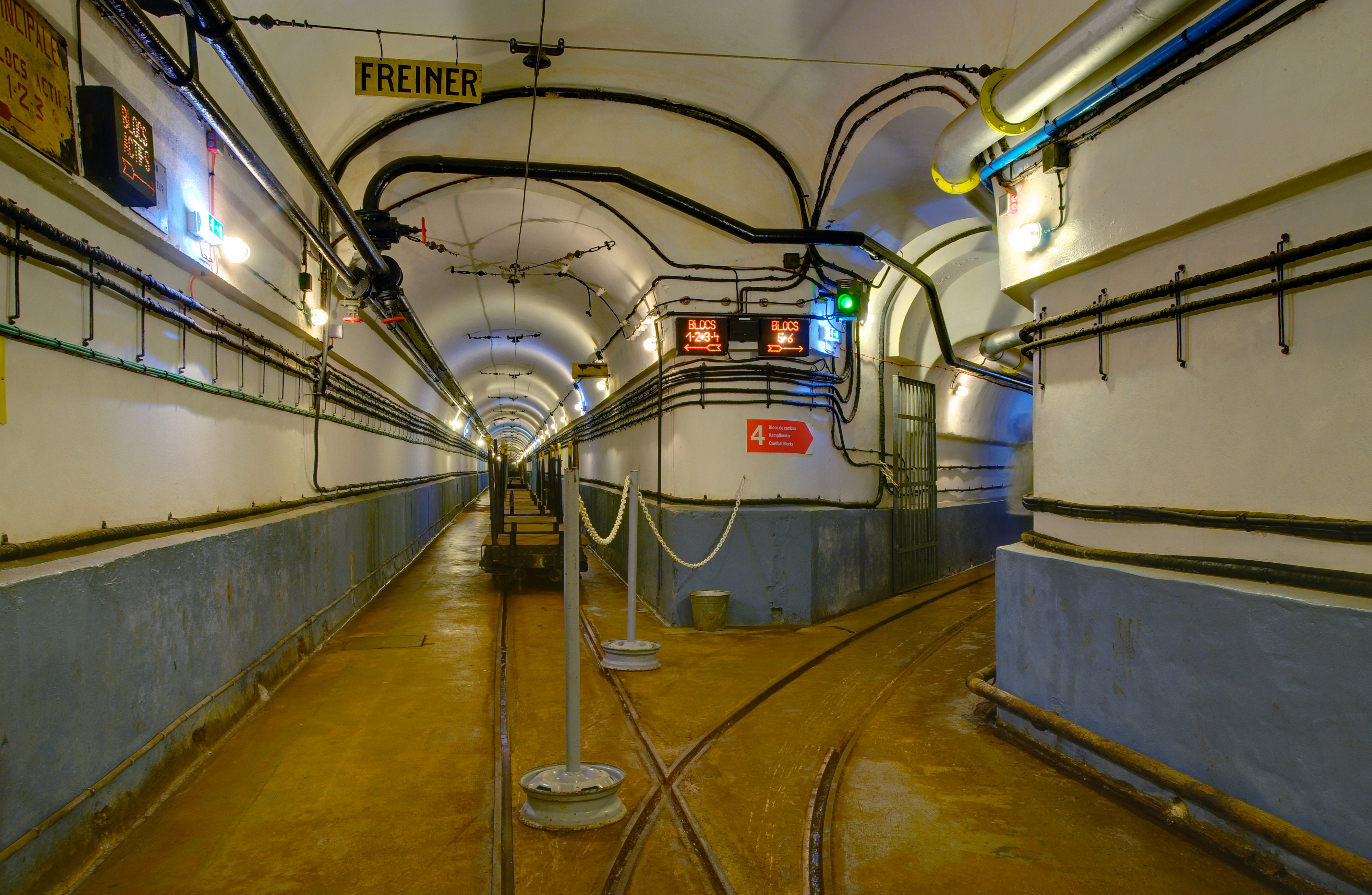
Croisement menant aux différents blocs de combat de Schœnenbourg.

#### Réseau ferroviaire
Les gros ouvrages sont équipés d'un réseau de transport ferroviaire dans leurs galeries pour assurer le transport essentiellement des munitions mais aussi d'une partie du personnel à travers l'ouvrage. Il s'agit d'une voie étroite de 60 cm, la traction étant électrique pour les gros ouvrages d'artillerie, tandis que les wagonnets sont déplacés à main dans les ouvrages plus petits. Les petits ouvrages dépourvus de voie ferrée étaient équipés de chariots à roues.
Les locomotives électriques (dites « à trolley ») ont une puissance d'environ 40 chevaux (soit une vitesse d'environ 7 km/h), alimenté par perche. Une à trois motrices sont affectées par ouvrage selon sa taille, avec tout une gamme de wagonnets : modèles NE transportant 1 200 kg, SE transportant 600 kg, SE allégés pour 400 kg, modèle à benne pour les ordures, NE avec sièges et wagons-citernes de 1 500 litres. Le courant (du 600 volts continu) est fourni par les convertisseurs d'une sous-station de traction.

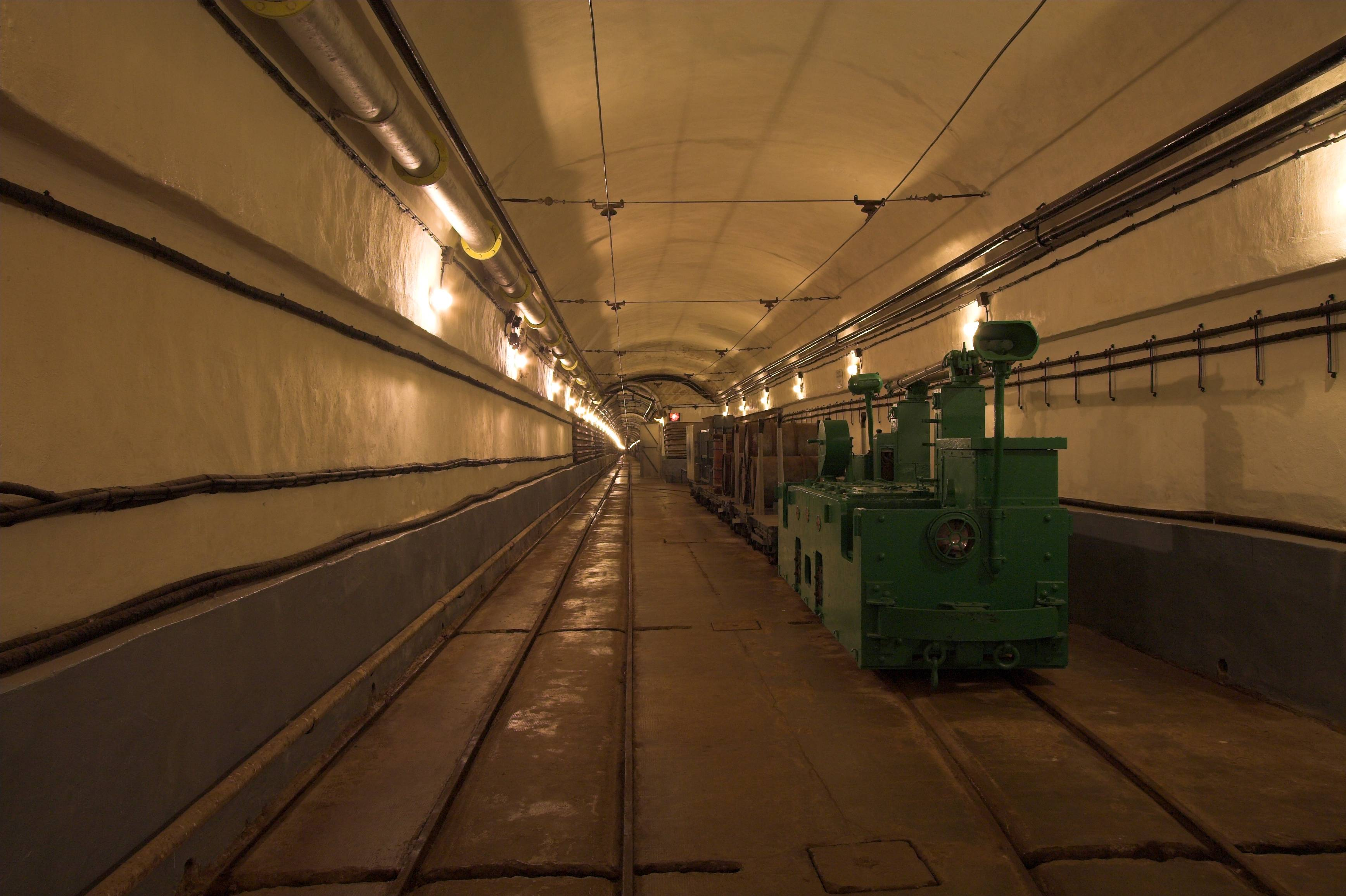
Gare de triage de Schœnenbourg : deux voies et un locotracteur.
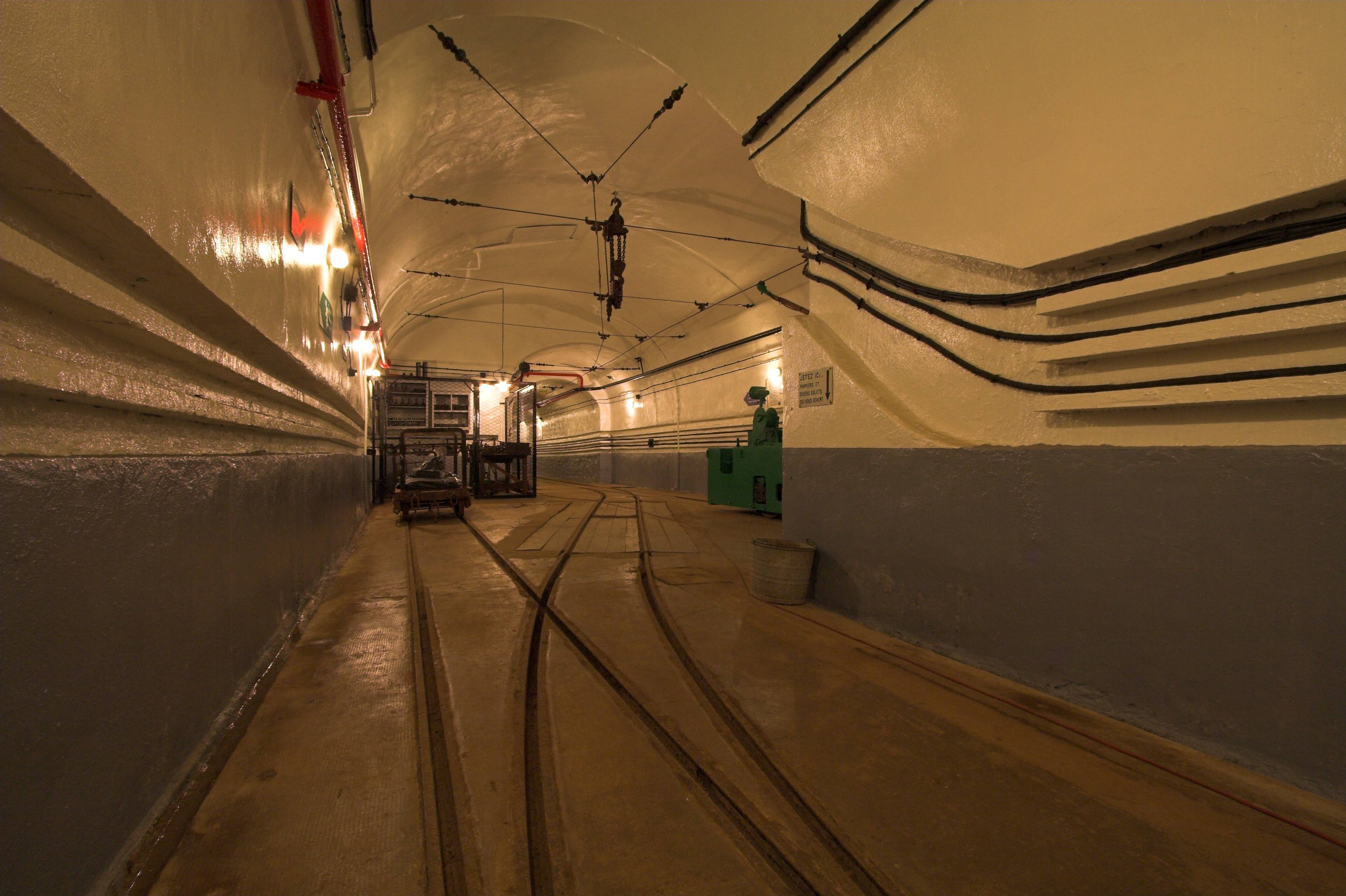
Entrée de la gare de triage de Schœnenbourg.
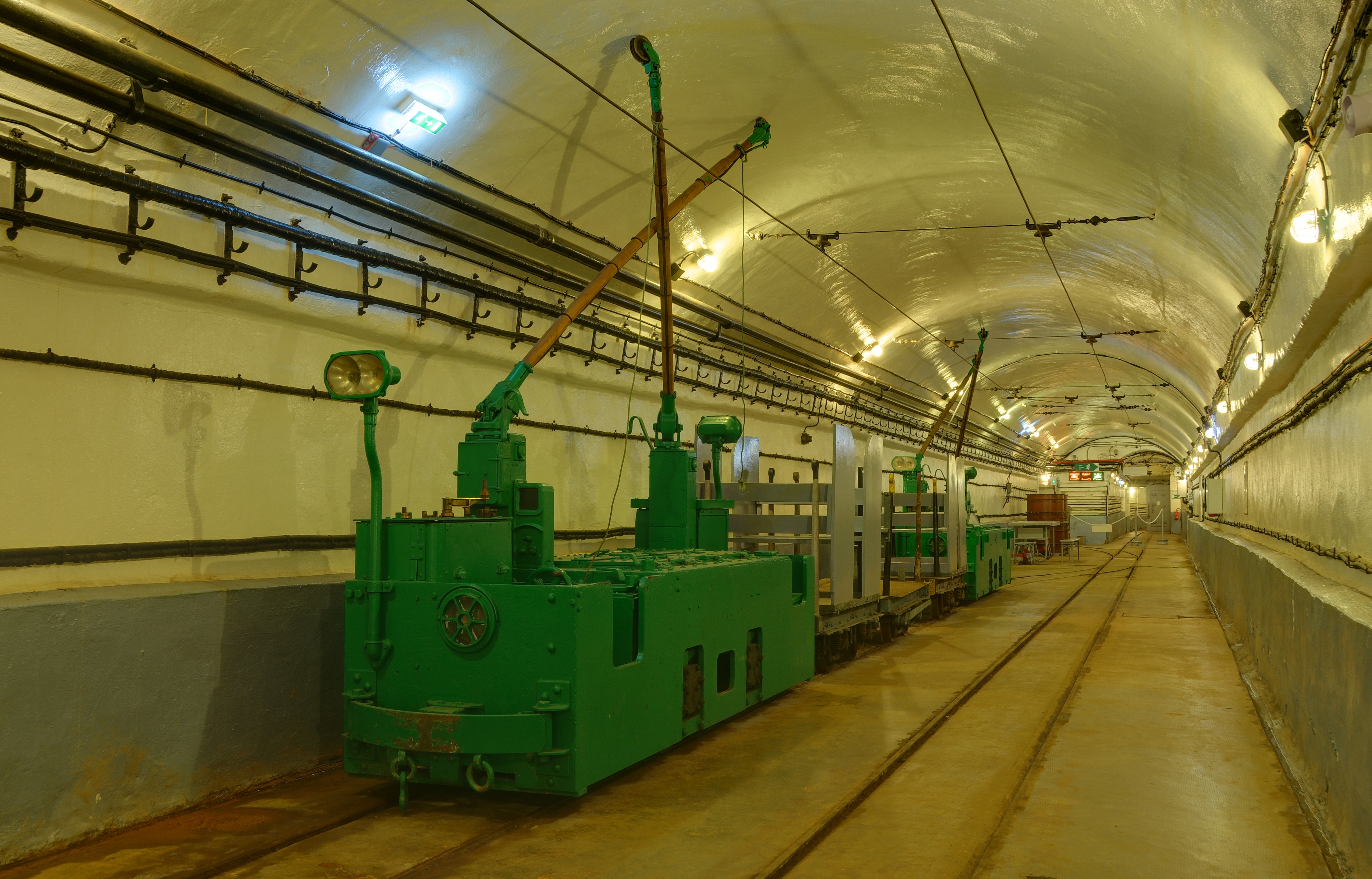
Locotracteurs avec les perches levées, ouvrage de Schœnenbourg.
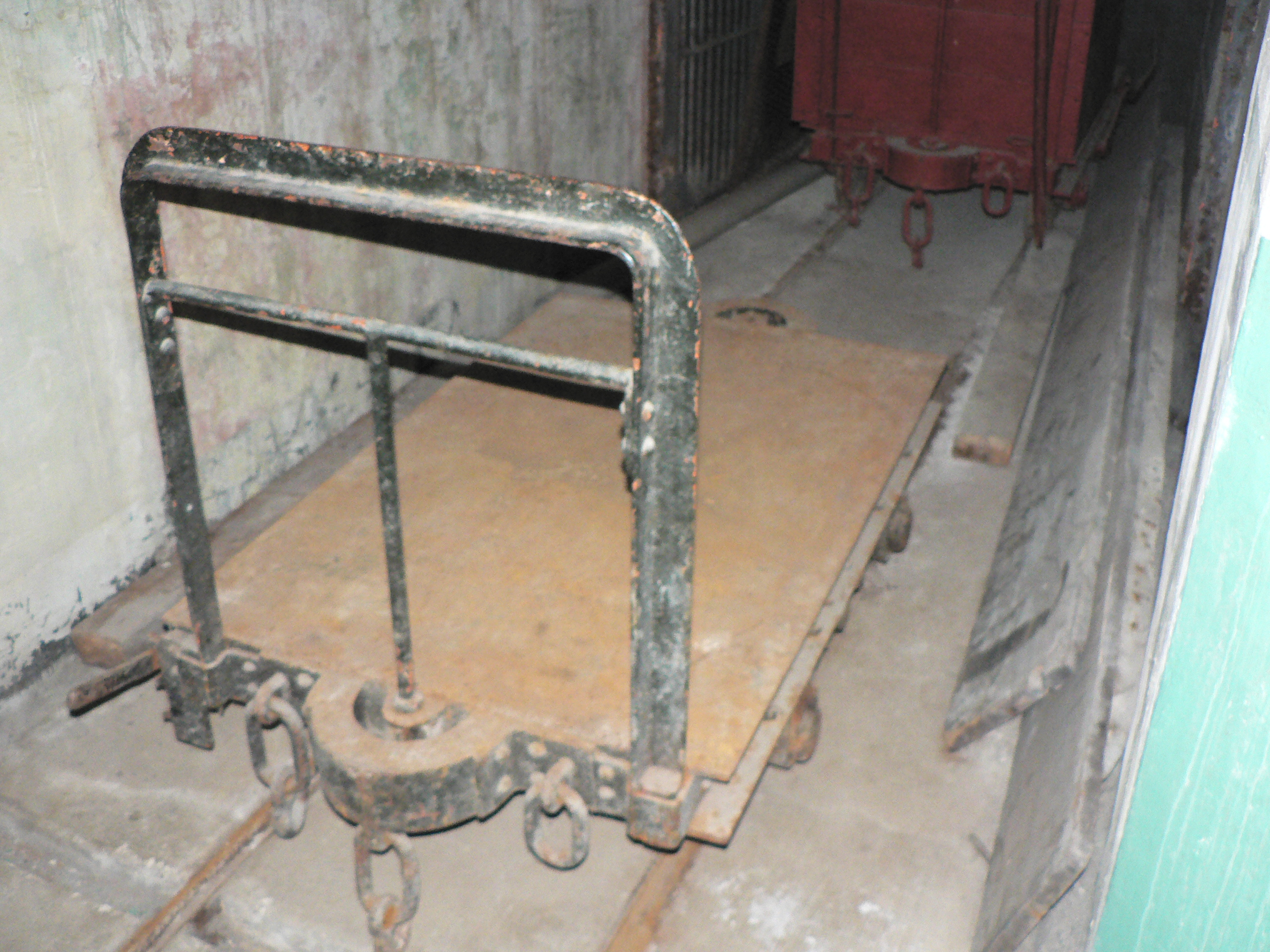
Wagonnets du système Decauville, ouvrage de Saint-Gobain (Alpes).
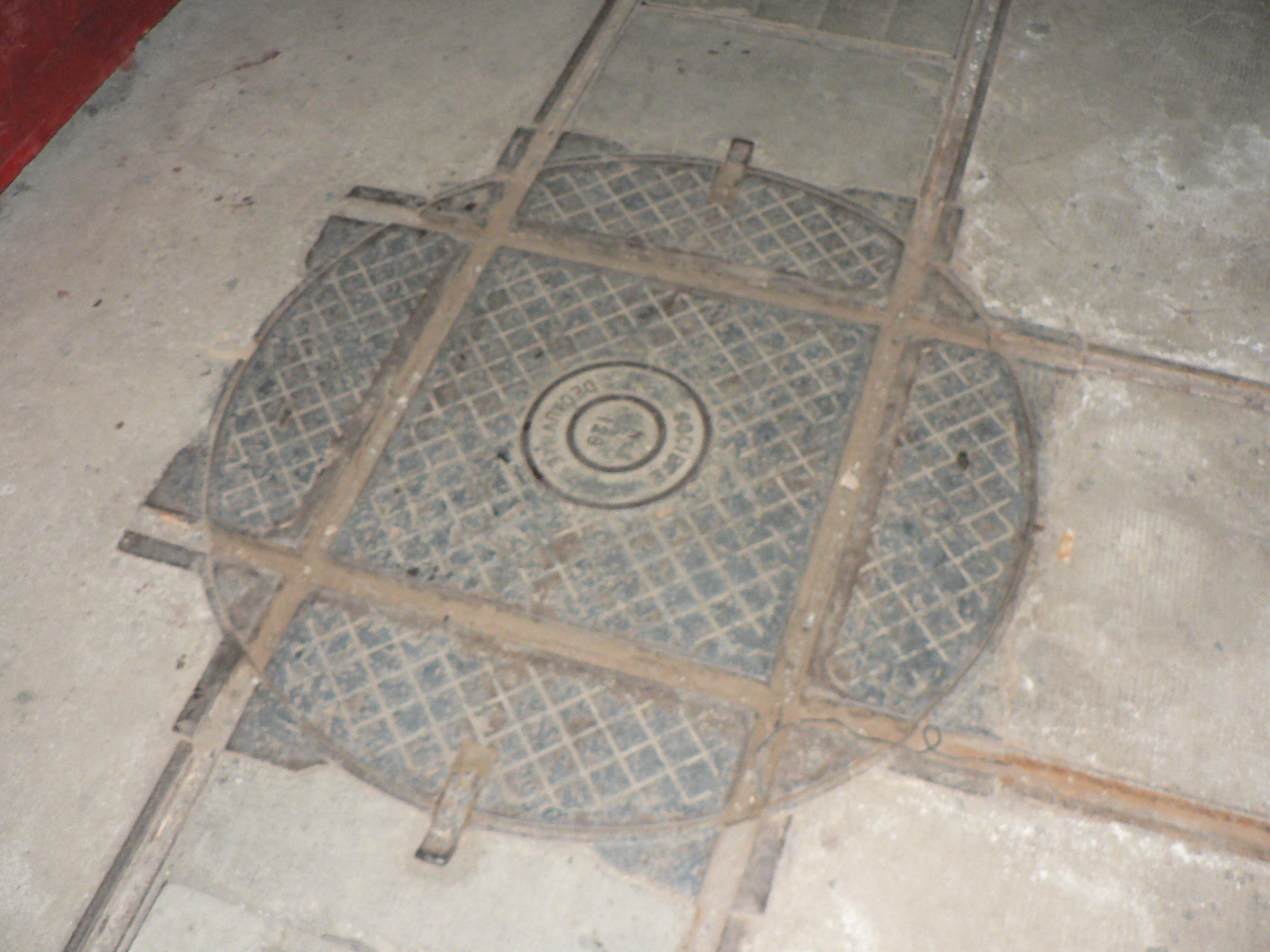
Croisement Decauville, ouvrage de Saint-Gobain.

#### Défense des galeries
Pour le cas éventuel de l'invasion de l'ouvrage par des assaillants, la défense des galeries est prévue :
- un blockhaus est aménagé juste entre l'entrée des munitions et le magasin principal (M 1), au niveau d'un coude de la galerie, avec un créneau pour un FM, un projecteur et une porte blindée ;
- un dispositif de mines est aménagé entre le magasin et les blocs de combat, avec deux niches à explosif (de la mélinite) face-à-face permettant de détruire la galerie[5].

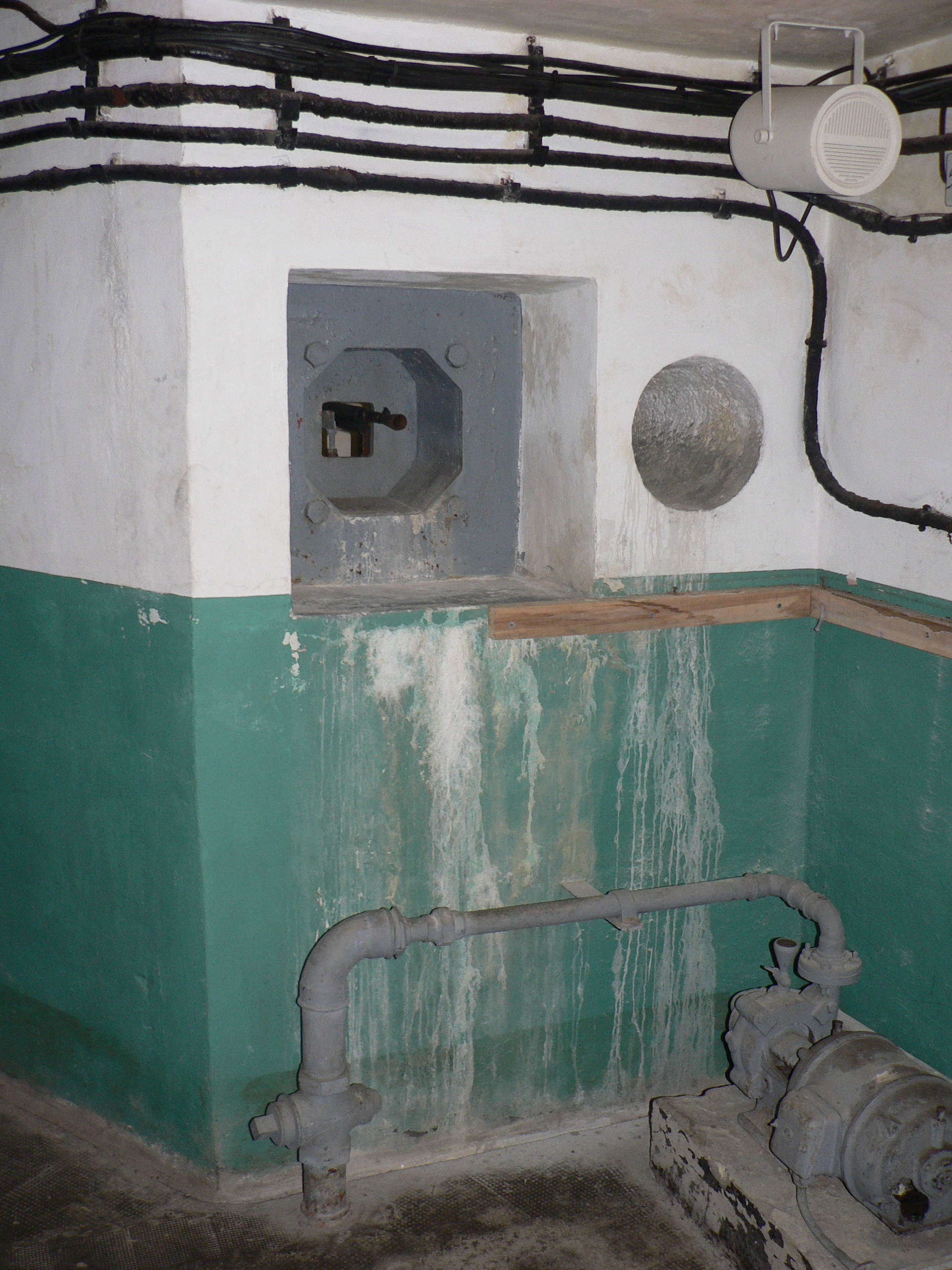
Blockhaus de défense d'une galerie (ouvrage de Saint-Gobain).
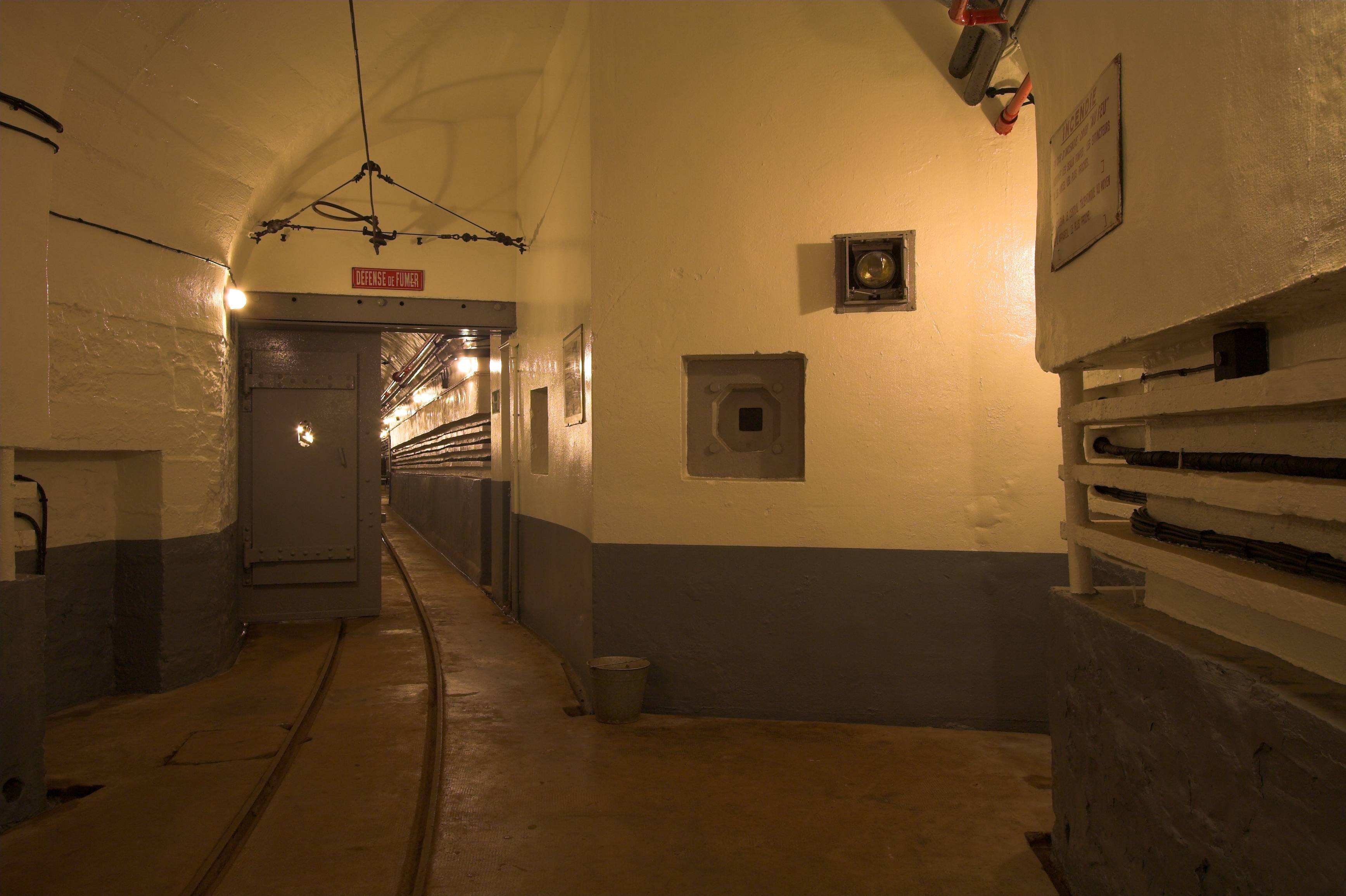
Blockhaus de Schœnenbourg.
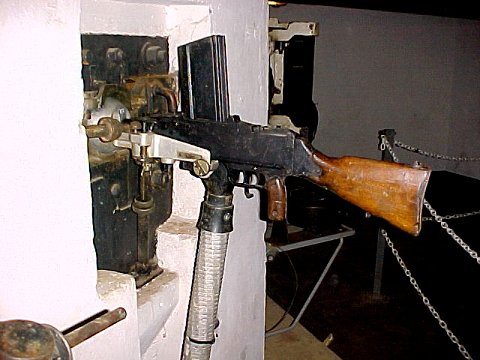
Fusil-mitrailleur en position dans son créneau (fusil-mitrailleur de 7,5 mm modèle 1924/1929 D).
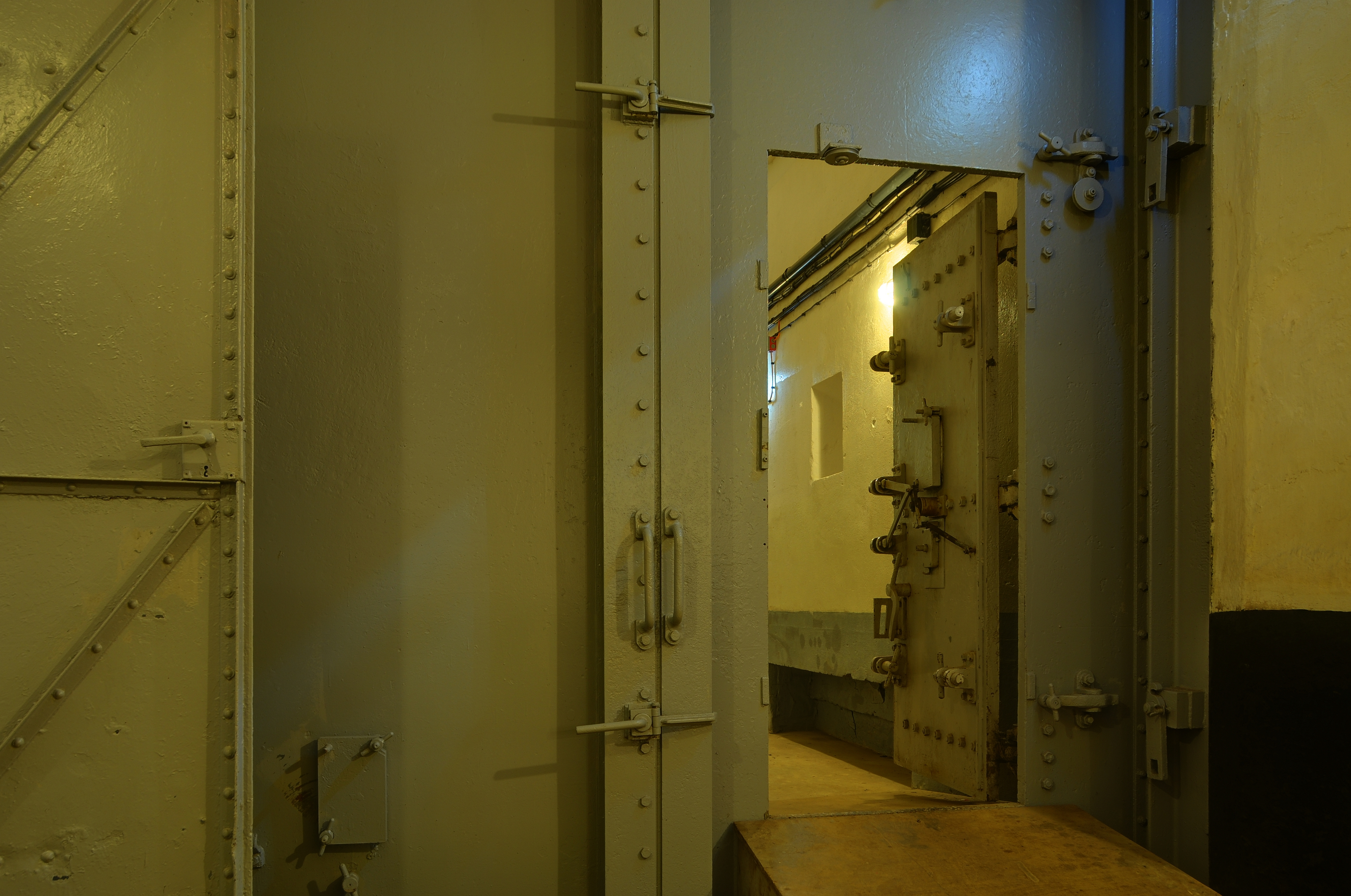
Porte blindée à Schœnenbourg.

### Magasins

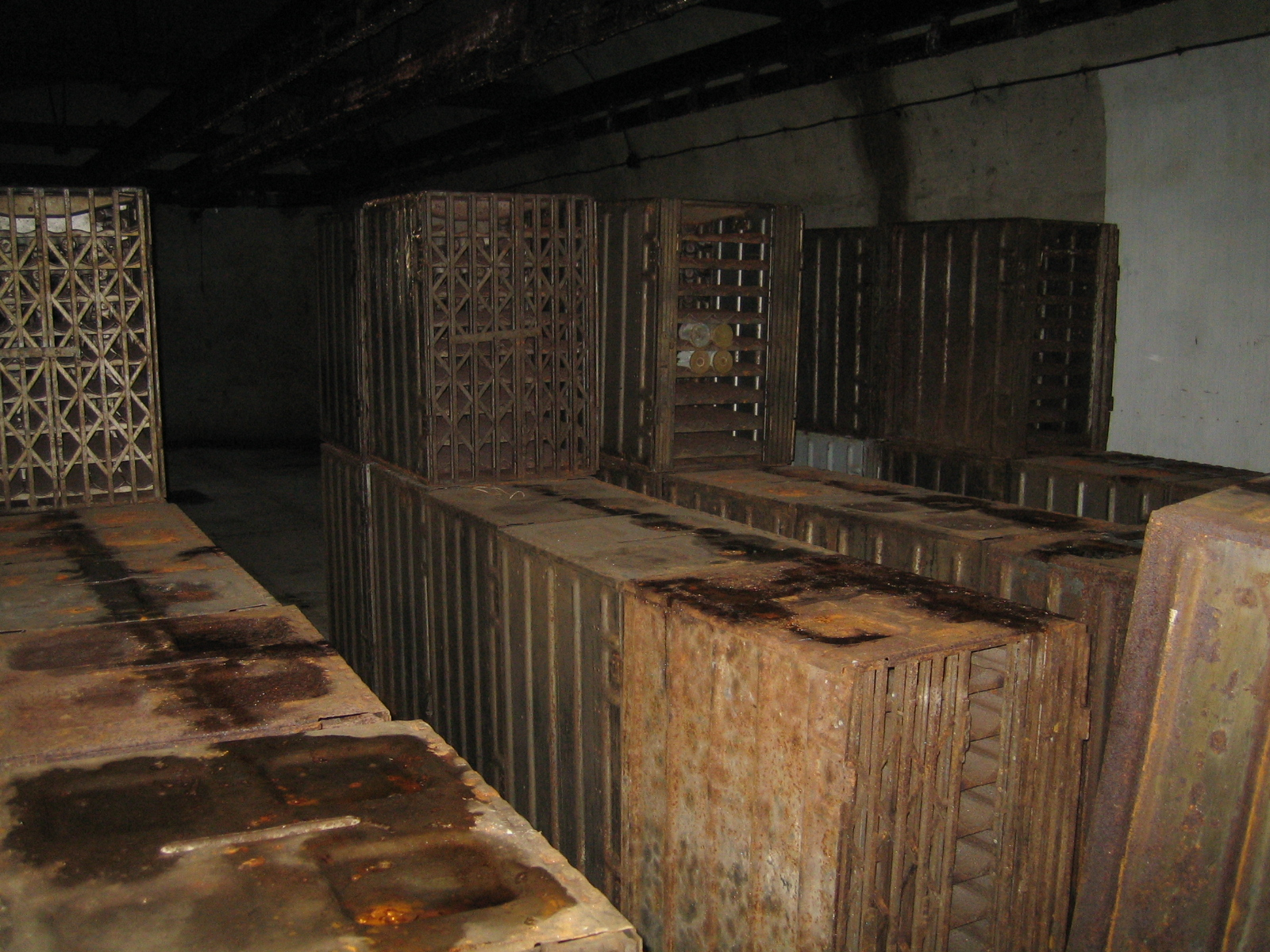
Casiers à munitions du Four-à-Chaux.

Dans les ouvrages de la ligne Maginot, il existe trois types de magasins rien que pour les munitions : le magasin principal de l'ouvrage (M 1), les magasins placés sous chaque bloc de combat (M 2) et les magasins se trouvant dans les blocs (M 3) à proximité des chambres de tir.
La dotation en munitions de chaque arme correspond à huit jours de combat intensif (les consommations lors de la bataille de Verdun étant pris comme référence). Elle est répartie entre les trois magasins, à raison, pour le Nord-Est (la dotation dans le Sud-Est est moitié moins) de :
- 2 000 douilles et obus par lance-bombes de 135 mm (900 dans le M 1 et 800 dans le M 2) ;
- 6 400 obus par canon de 75 mm modèle 1933 ou 1929 (3 000 dans le M 1 et 1 600 dans le M 2) ;
- 4 000 obus par canon de 75 mm modèle 1932 (1 800 dans le M 1 et 2 800 dans le M 2) ;
- 3 200 obus à ailettes et charges d'appoint par mortier de 81 mm (1 500 dans le M 1 et 1 400 dans le M 2) ;
- 600 obus par canons antichars de 47 et de 37 mm (225 dans le M 1 et dans le M 2)[6] ;
- 200 000 cartouches de 7,5 mm par tourelle de mitrailleuses ;
- 140 000 cartouches de 7,5 mm par jumelage de mitrailleuses sous cloche ou créneau ;
- 40 000 cartouches de 7,5 mm par cloche GFM ;
- 1 000 cartouches de 7,5 mm par FM sous béton et porte[7].

Dans le cas extrême du Hackenberg (le plus gros ouvrage avec 19 blocs : armé avec 25 canons, 32 mitrailleuses et 59 FM), cela correspond à 79 700 obus et 3 519 000 cartouches de 7,50 mm, soit 850 tonnes de munitions.

#### Magasin principal (M 1)
Le principal magasin de l'ouvrage, appelé M 1, se trouve entre l'entrée des munitions et la caserne. Les munitions, en vrac, en caisses ou en casiers (des châssis métalliques soit pour 50 coups de 75 mm, soit pour 20 obus et douilles de 135 mm) sont stockées dans des galeries parallèles à la galerie principale. Une autre galerie en fer à cheval dessert ces cellules de stockage et les relie au reste de l'ouvrage.
La conception du magasin vise à limiter les effets d'une explosion :
- les deux embranchements de la galerie semi-circulaire avec la galerie principale sont orientés vers l'entrée de l'ouvrage ;
- il n'y a pas de caténaire dans la galerie principale à hauteur du M 1 pour éviter toute étincelle ;
- des niches sont situées aux deux extrémités de chaque cellule de stockage, pour absorber une partie du souffle ;
- des murs de briques forment des entrées en chicane des deux côtés des cellules de stockage ;
- des pulvérisateurs d'eau sous pression (1 000 litres par minute pendant 5 minutes) sont placés au plafond, reliés à des détecteurs de température ;
- une porte blindée para-souffle de dix tonnes dans la galerie principale peut fermer l'accès au reste de l'ouvrage (comme elle s'ouvre vers le magasin, une explosion la claque) ;
- le matériel pyrotechnique, les munitions éclairantes et les grenades sont stockés dans d'autres locaux.

Seuls douze ouvrages ont un M 1, plus ou moins grand : neuf cellules de stockage pour le Hackenberg ; sept pour le Simserhof et le Hochwald ; six pour le Molvange et le Métrich ; cinq pour le Latiremont, le Bréhain, le Rochonvillers et l'Anzeling ; trois pour le Fermont et le Soetrich ; deux pour le Galgenberg.

#### Magasin de bloc (M 2)
Chaque bloc d'artillerie possède sous lui théoriquement son propre magasin à munitions, appelé M 2. Ce magasin est composé généralement de deux cellules de stockage, où les casiers d'obus venant du M 1 attendent d'être montés par monte-charge vers le M 3 du bloc de combat au-dessus.

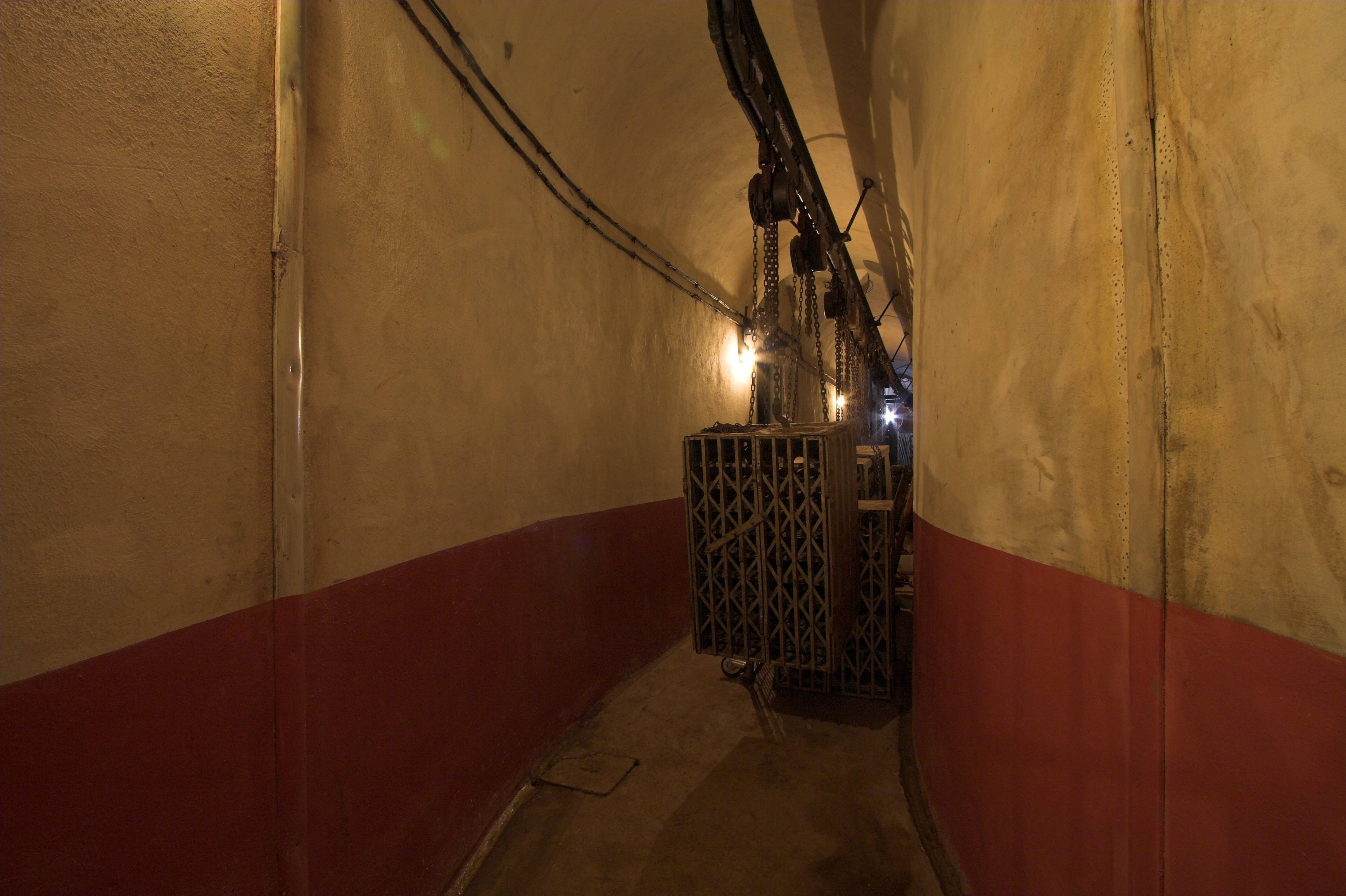
Monorail de transport des casiers à munitions de Schœnenbourg.
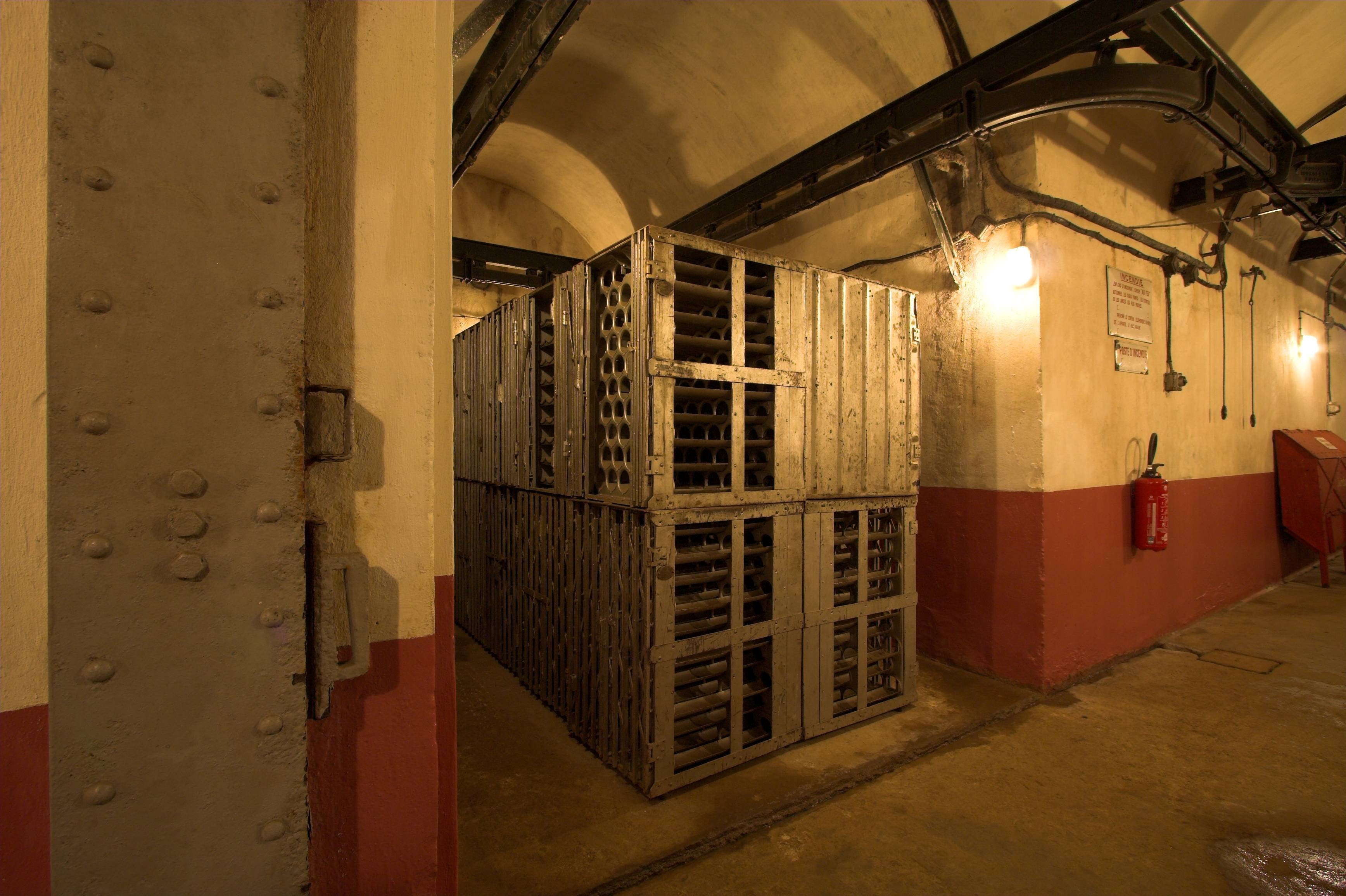
Piles de casiers à munitions à Schœnenbourg.
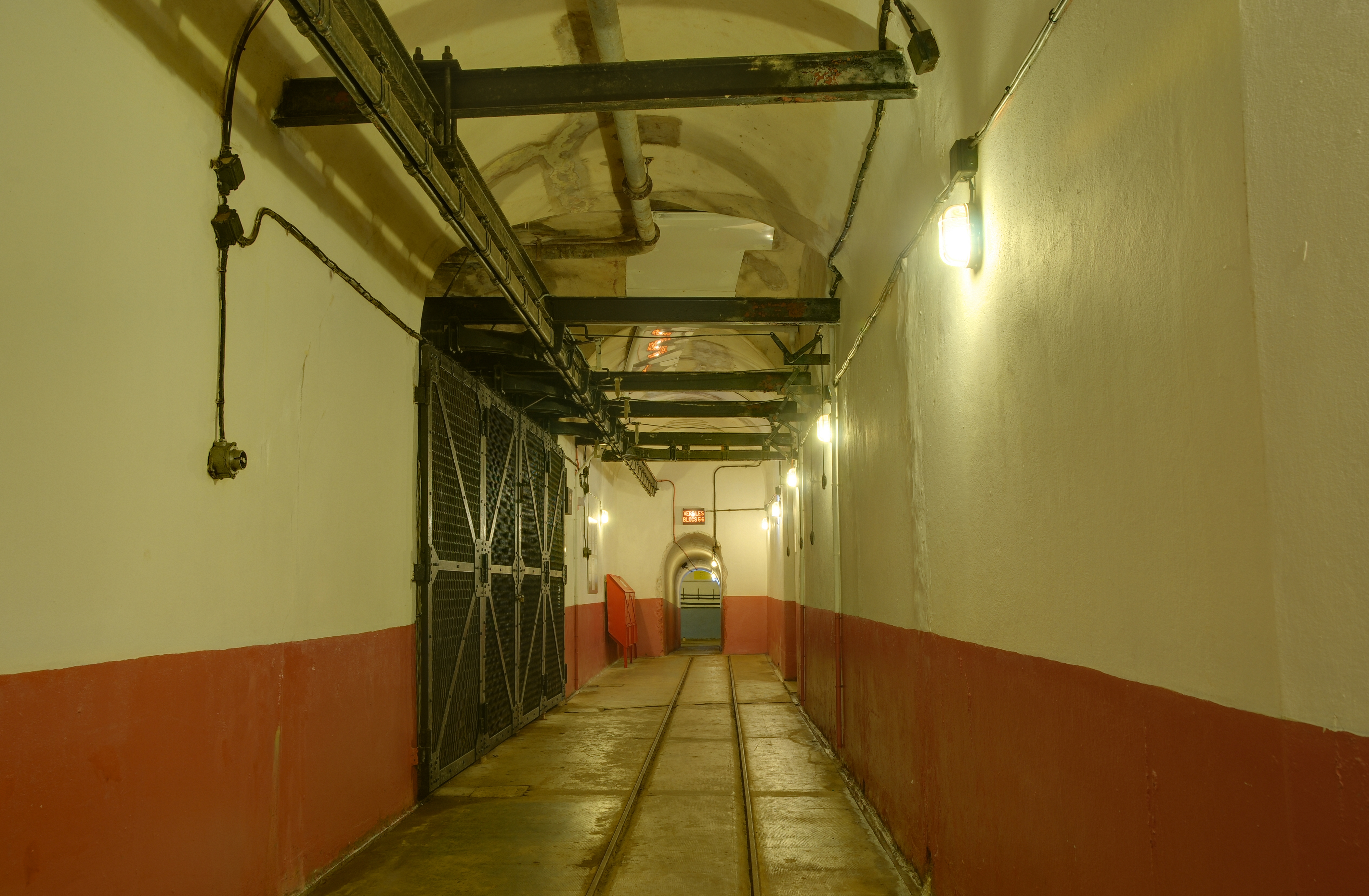
Dessous du bloc 4 de Schœnenbourg : palans à chaînes sur rail (au-dessus) et entrée d'un M 2 (à gauche).
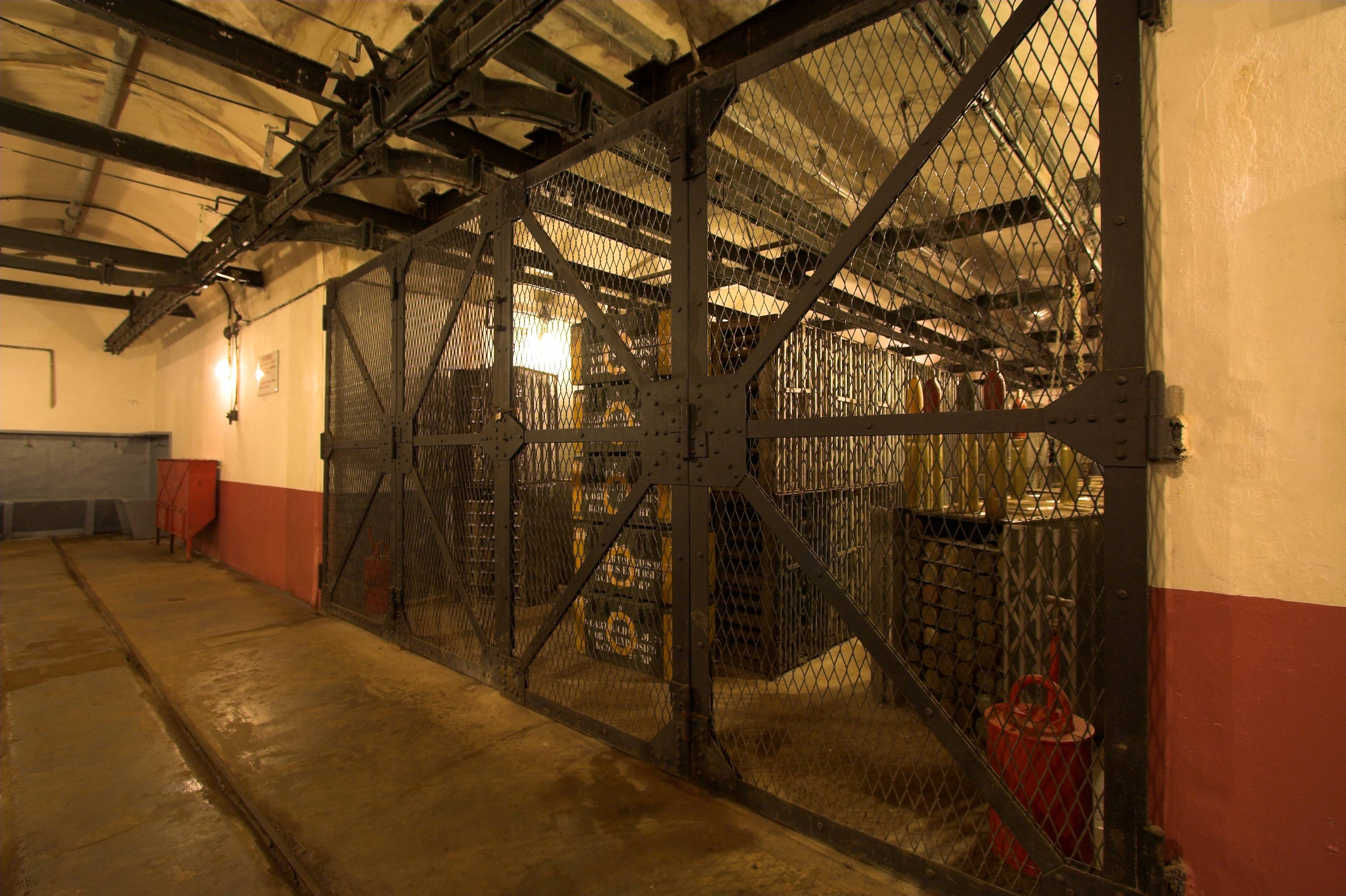
Cellule de stockage de Schœnenbourg.

### Usine

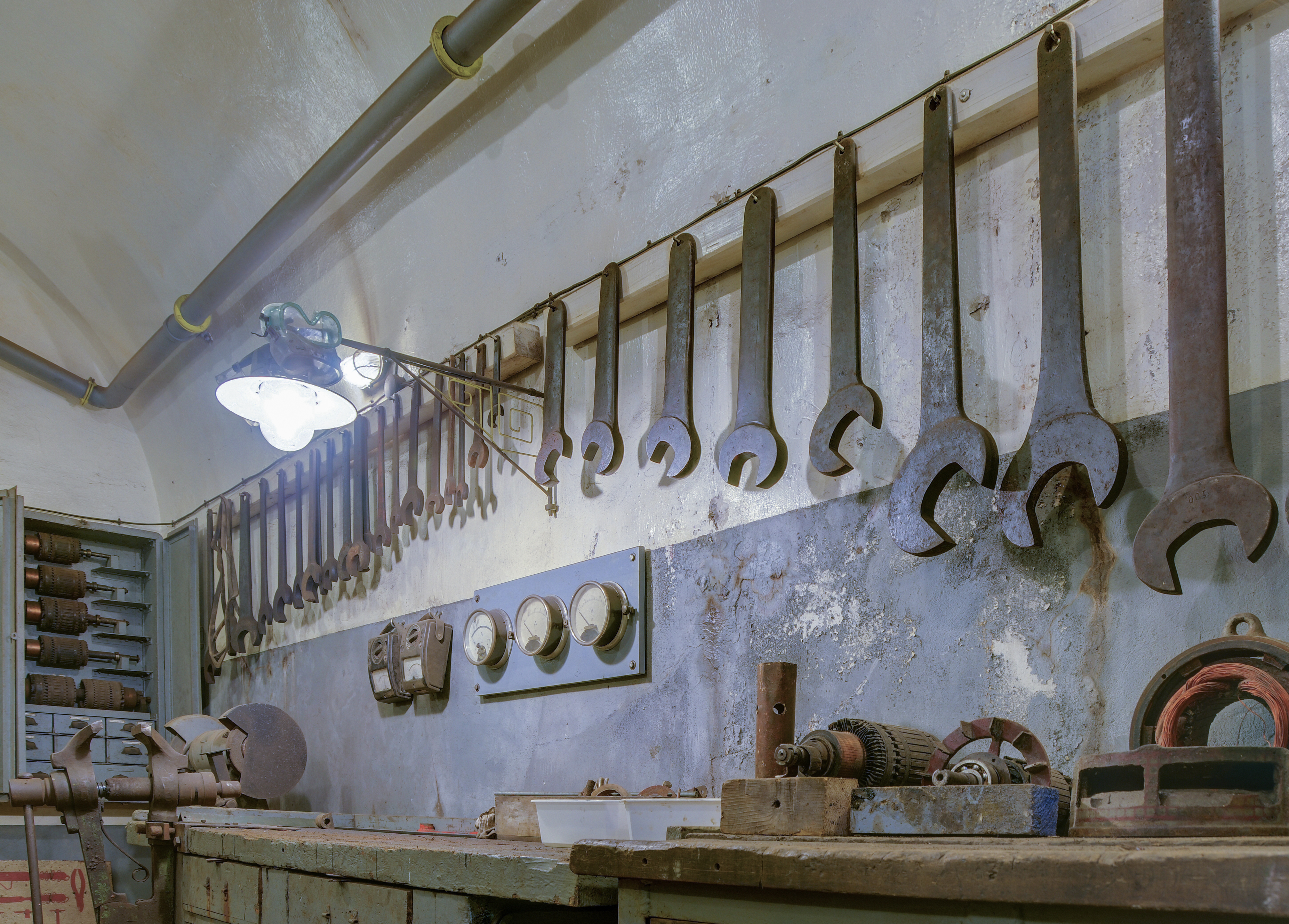
Atelier de réparation.

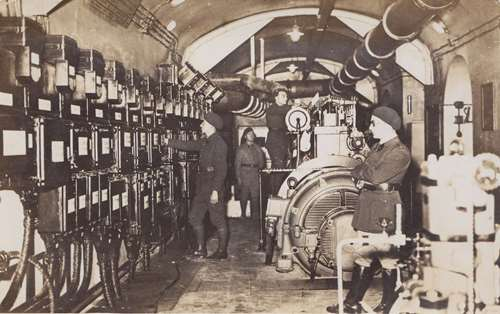
Une partie de l'usine du Rochonvillers en 1938 : à gauche les tableaux électriques, à droite un des quatre moteurs Diesel de l'ouvrage.

Chaque ouvrage doit être capable de se passer pendant plusieurs mois des apports extérieurs, d'où l'aménagement de locaux techniques sous l'ouvrage, dans une zone appelée l'usine.
S'y trouvent les groupes électrogènes (produisant l'électricité de l'ouvrage), les convertisseurs, la salle haute-tension (qui reçoit le courant venant de l'extérieur et l'abaisse), les salles de neutralisation (filtrant l'air), le local des ventilateurs, l'atelier (pour l'entretien et la réparation, avec un tour, une perceuse, une forge et un poste de soudure), ainsi que les réservoirs pour trois mois de gazole, d'eau de refroidissement et d'huile.

#### Groupes électrogènes
La majorité des ouvrages est reliée au réseau électrique civil par câble enterré (cette alimentation est ajournée dès 1933 faute de crédits, puis installée seulement à partir de 1936) pour la fourniture d'électricité, mais chaque ouvrage est capable de subvenir à ses propres besoins en cas de coupure, grâce à des groupes électrogènes. Ces groupes sont en général au nombre de quatre regroupés dans une usine souterraine (trois groupes dans les ouvrages des Alpes, seulement deux dans les petits ouvrages), complétés par un petit groupe de secours (pour l'éclairage d'urgence et le lancement pneumatique des gros groupes). Dans les gros ouvrages, deux groupes suffisent à alimenter l'ensemble (éclairage, chauffage, ventilation, monte-charges, tourelles, locotracteurs), un troisième nécessaire en cas de filtrage de l'air, le quatrième restant en réserve (en cas de révision).
Chaque groupe électrogène se compose d'un moteur Diesel actionnant un alternateur. Pour les gros ouvrages furent choisis des moteurs Diesel à quatre temps de marine à bas régime (325 à 1 000 tours par minute) et à refroidissement par eau, achetés auprès de la SGCM (Société générale de construction mécaniques, à La Courneuve, sous licence Man) pour la RFM, la CCM (Compagnie de constructions mécaniques, de Saint-Denis, fabriquant des moteurs Sulzer) pour la RFL, la SMIM (Société des moteurs pour l'industrie et la marine, de Paris, utilisant le procédé Körting) pour le Sud-Est et les nouveaux fronts, ainsi que pour les autres ouvrages des moteurs Renault, SUPDI (SUPer DIesel, de Puteaux), Als.Thom (Alsacienne-Thomson, de Belfort), Baudoin (de Marseille) et CLM (Compagnie lilloise de moteurs, de Fives-Lille, type Peugeot-Junkers). La puissance des groupes dépend des besoins en énergie de l'ouvrage, allant de 15 (pour les abris actifs du Sud-Est) à 350 chevaux (au Hackenberg).
Les groupes fonctionnant au gazole, l'évacuation des gaz se fait par une cheminée donnant sur l'entrée des hommes. Le démarrage des groupes est assuré à l'aide d'air comprimé produit pendant leur fonctionnement et stocké dans des réservoirs entre les périodes de marche.

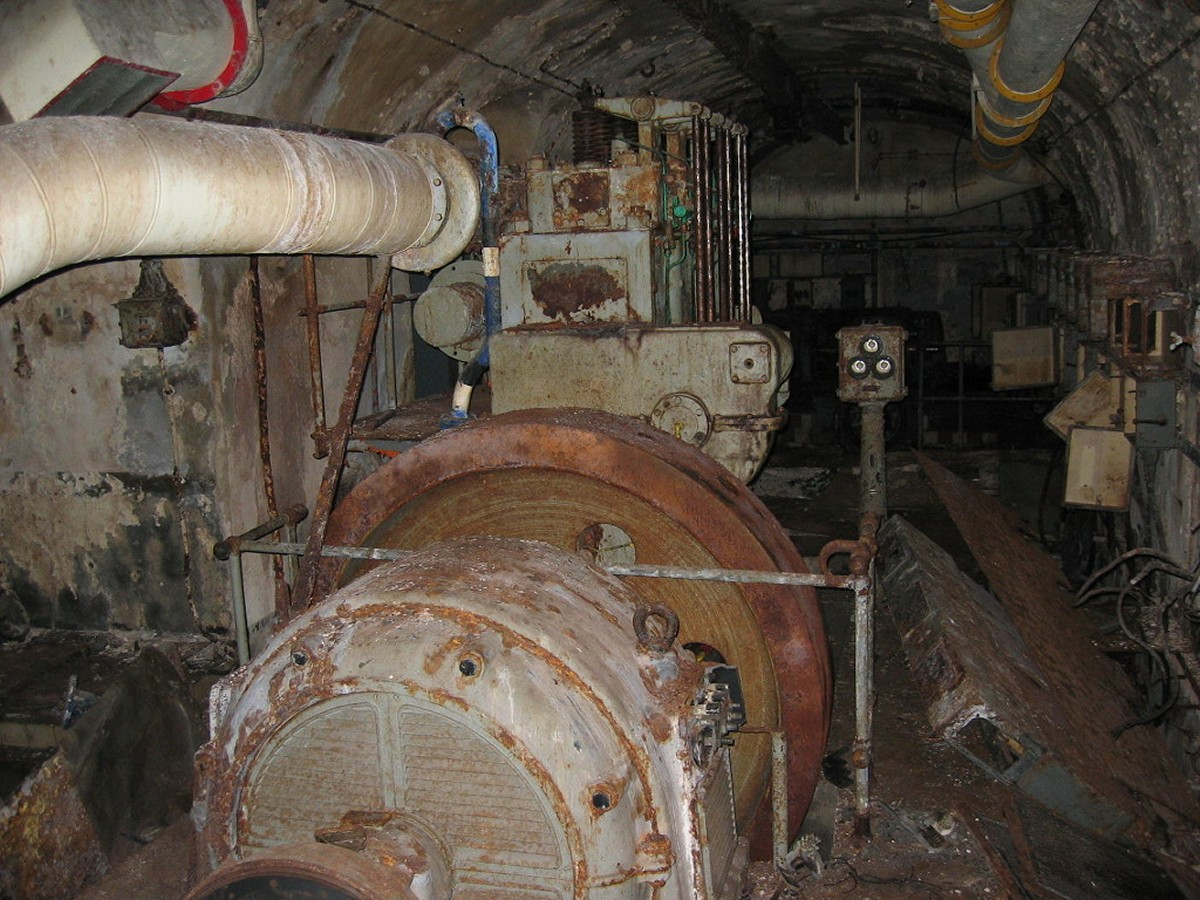
Un des groupes de Soetrich.
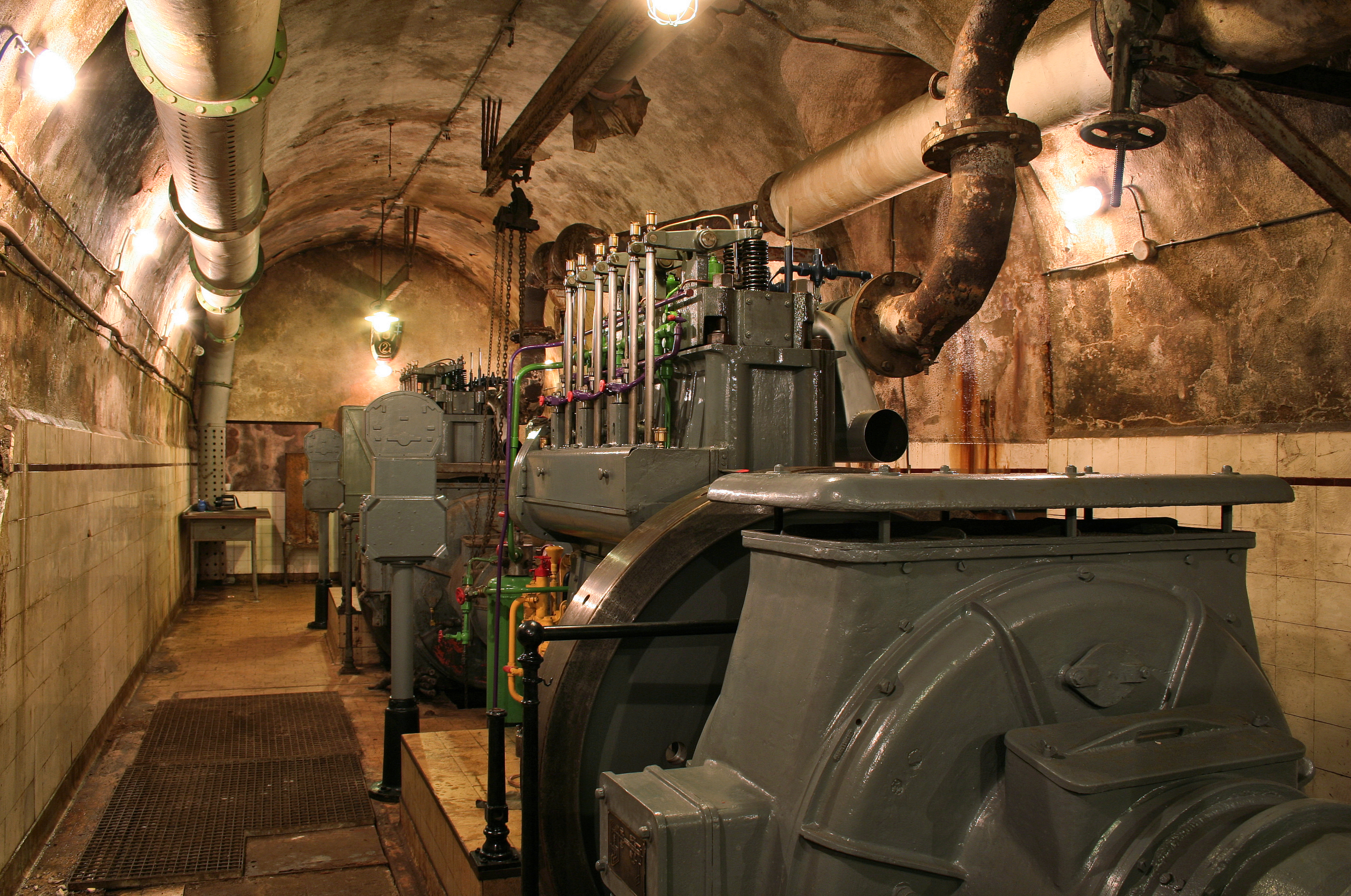
Groupes du Michelsberg.
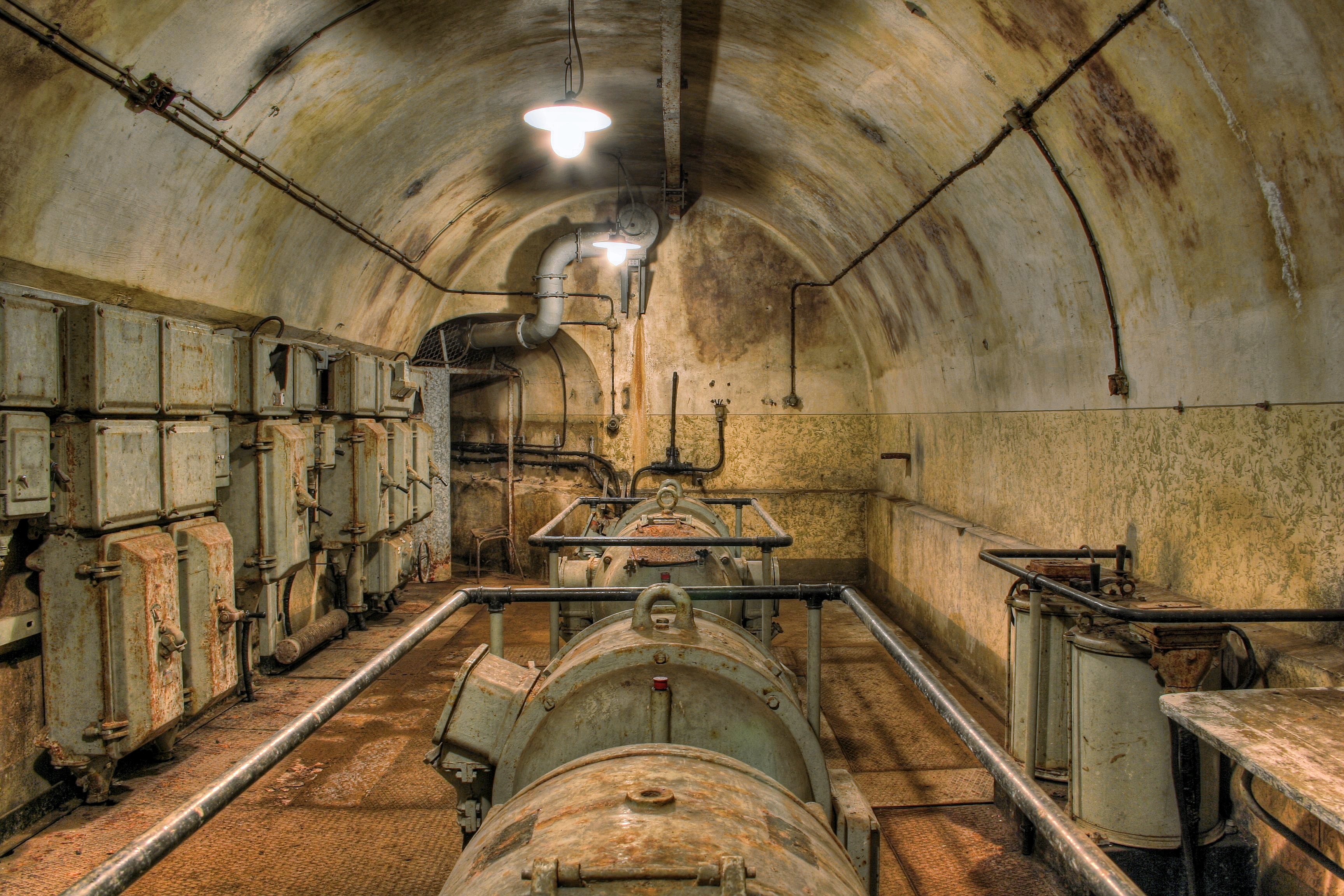
Transformateurs du Michelsberg.
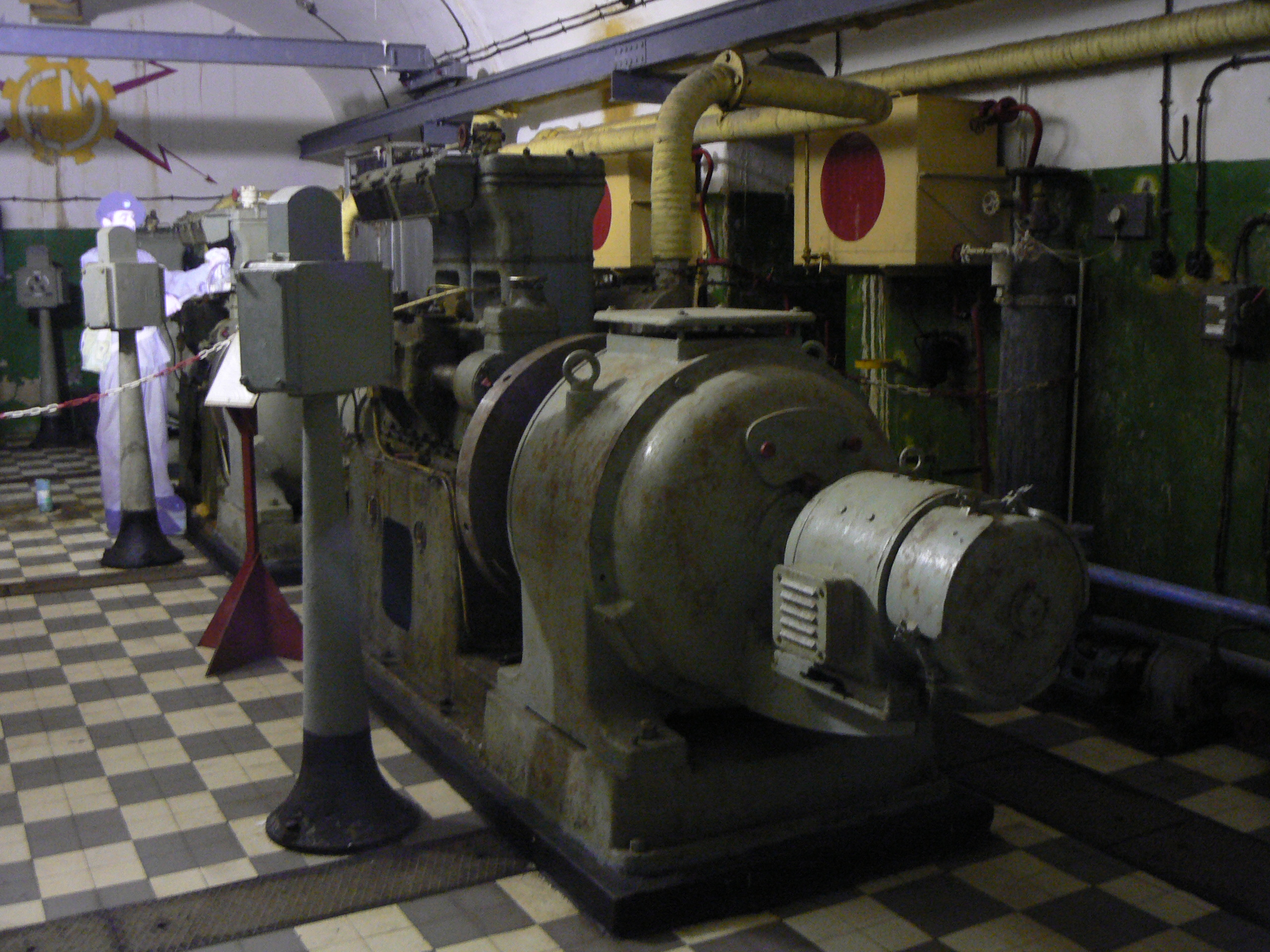
Un des groupes de Saint-Gobain.
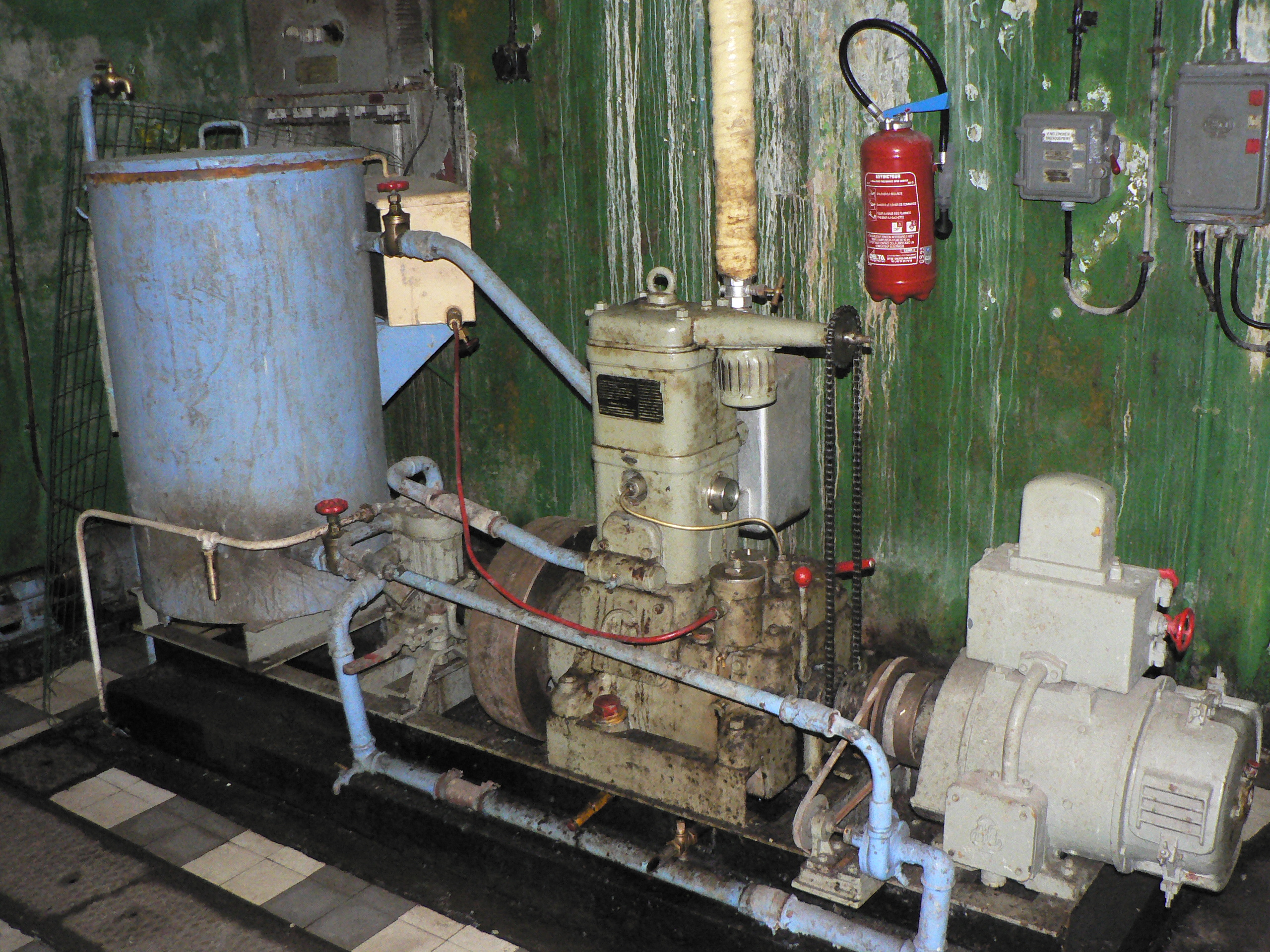
Groupe électrogène de secours de Saint-Gobain.
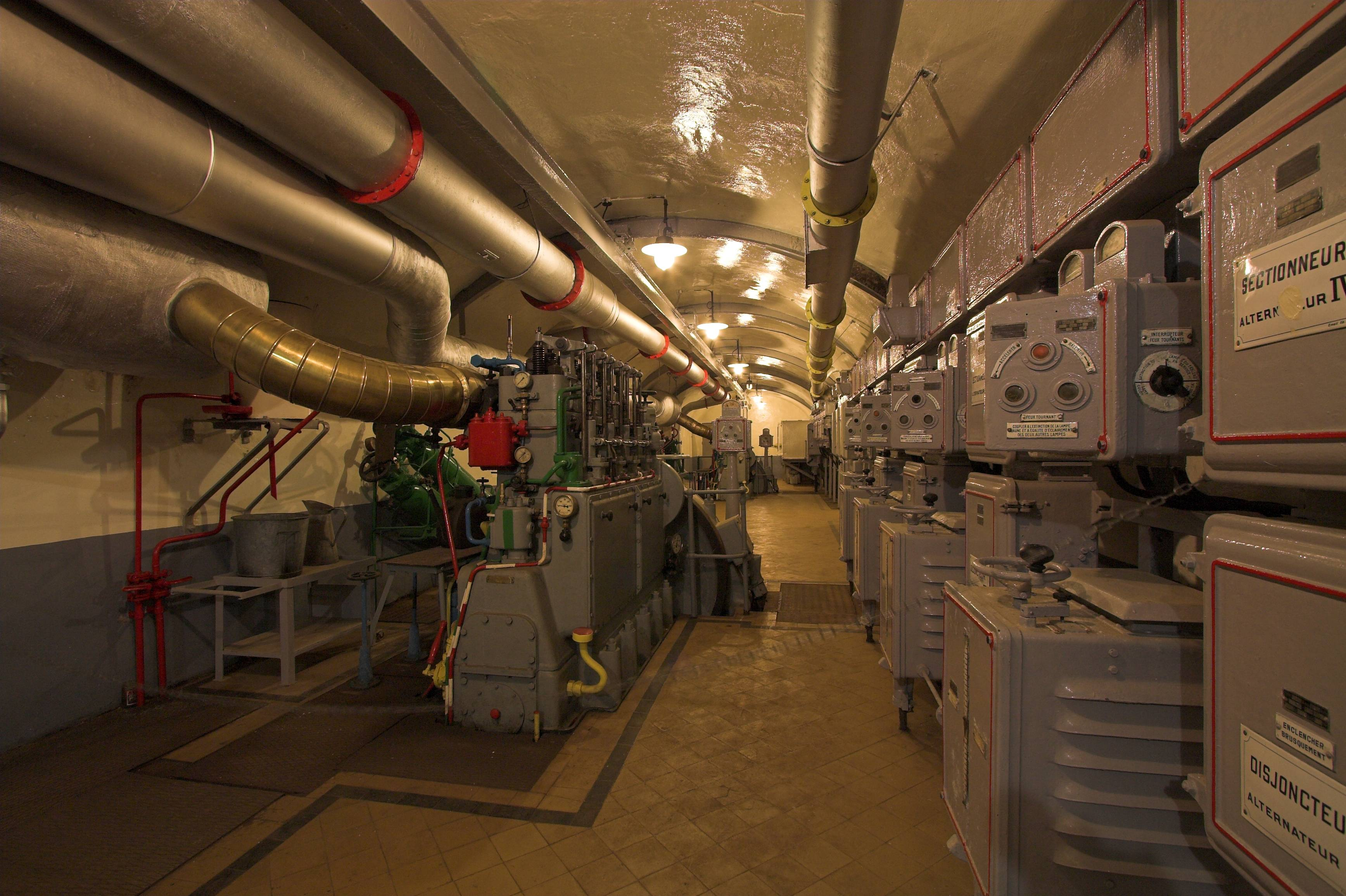
Groupe de Schœnenbourg.
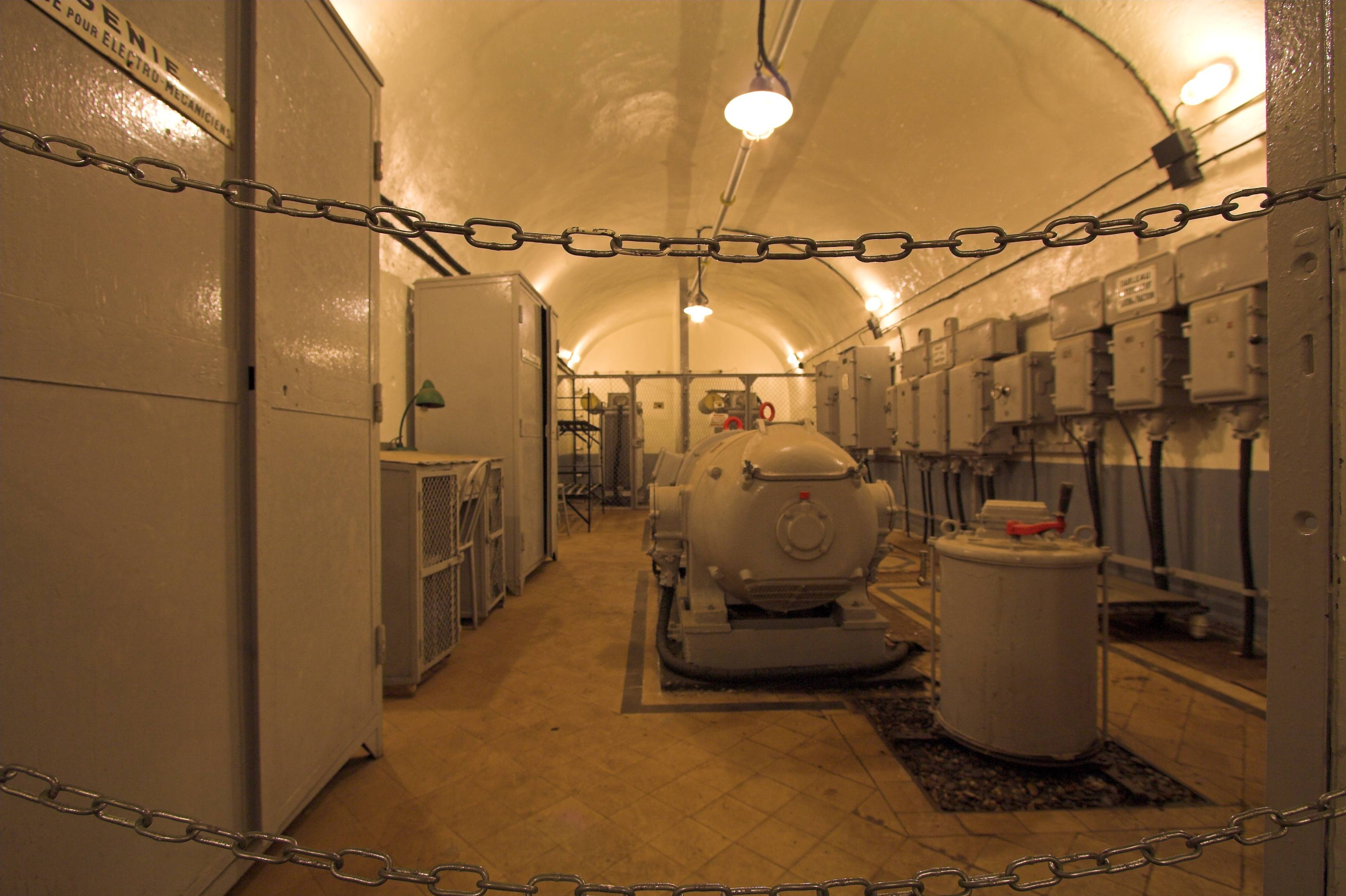
Transformateurs de Schœnenbourg.
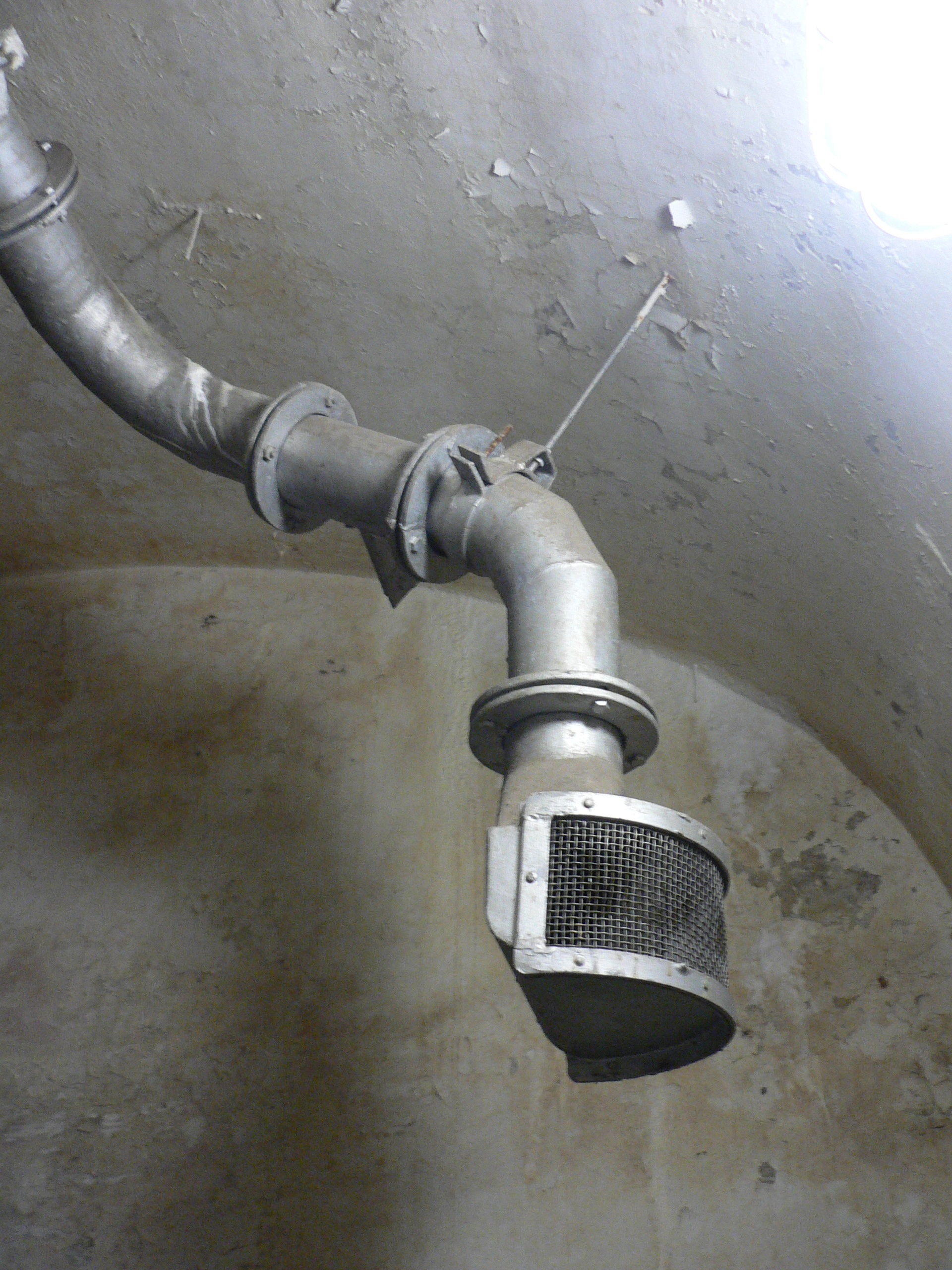
Ventilation à Saint-Gobain.

#### Salle des filtres
Les « salles de neutralisation » sont équipées de batteries de filtres à air pour prévenir l'asphyxie par les gaz émis par les tirs ou lors des attaques au gaz.
Les gaz de combat connus à l'époque sont ceux de la Première Guerre mondiale : les suffocants (chlore et phosgène) qui brûlent les voies respiratoires, les vésicants (ypérite, chloropicrine et lewisite) qui brûlent la peau et les muqueuses, les sternutatoires (adamsite à base d'arsine) qui font tousser et vomir (toxique en milieu confiné) et les lacrymogènes qui irritent les yeux. Tous ces gaz ont des propriétés, des couleurs et des odeurs connus, d'où la possibilité de déclencher une alerte au gaz.
L'alerte entraine la fermeture de toutes les portes étanches des entrées et la modification du système de ventilation qui passe en régime « air gazé » : l'air est désormais pris sur la façade de l'entrée des hommes (placée plus haut que l'entrée des munitions), aspiré à travers des filtres situés dans la salle de neutralisation de l'ouvrage avant d'être rejeté dans la galerie à proximité des ventilateurs de la caserne et de l'usine. La totalité des locaux est alors mise en légère surpression pour chasser à l'extérieur les gaz (les blocs de combat ont leur propre système, avec salle des filtres et sas les séparant du reste de l'ouvrage). Les gaines de ventilation sont peintes selon leur réseau : rose pour l'« air pur » et vert pour l'« air gazé ».
Les filtres, au nombre de 24 dans les gros ouvrages (chacun fait 230 kg), sont composés de trois cylindres superposés : le premier arrête les poussières et les grosses molécules de gaz (diamètre supérieur à 0,3 micromètre), le deuxième neutralise les arsines, le troisième contient du charbon poreux qui absorbe les gaz lourds.

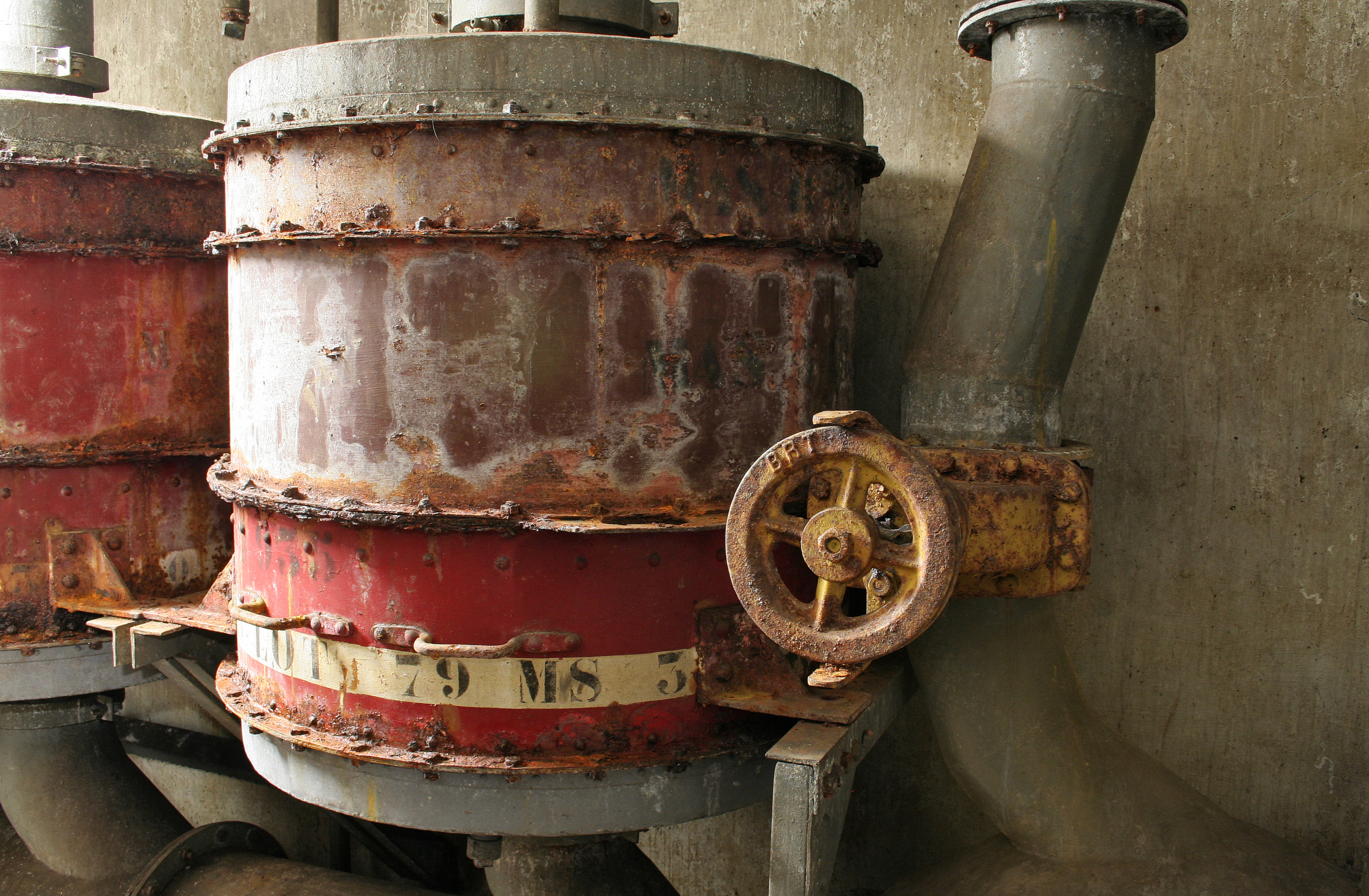
Filtres du Michelsberg.
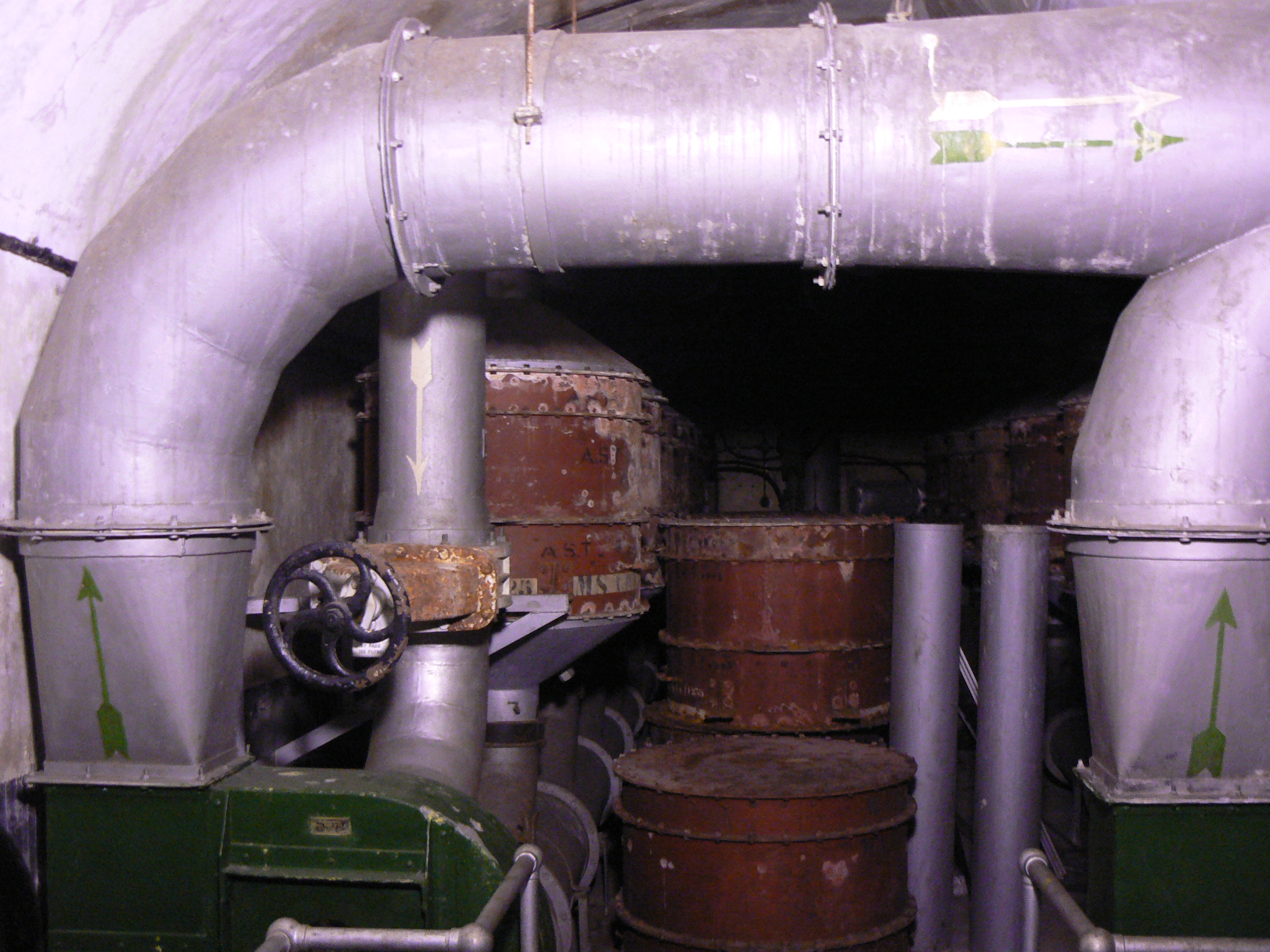
Système de ventilation de Saint-Gobain.
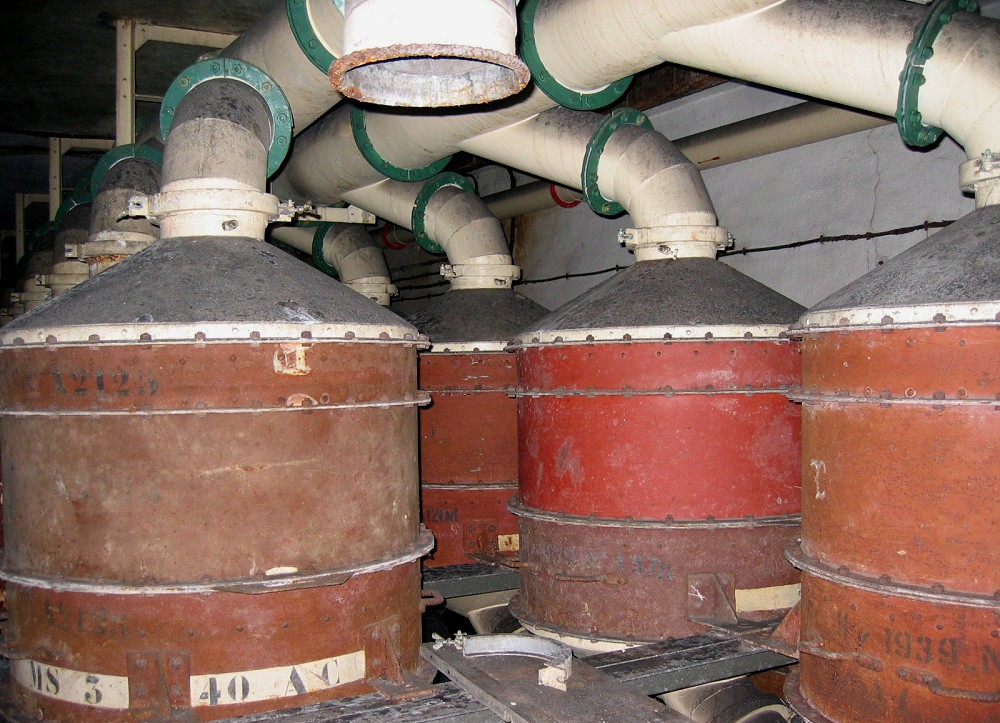
Filtres du Billig.
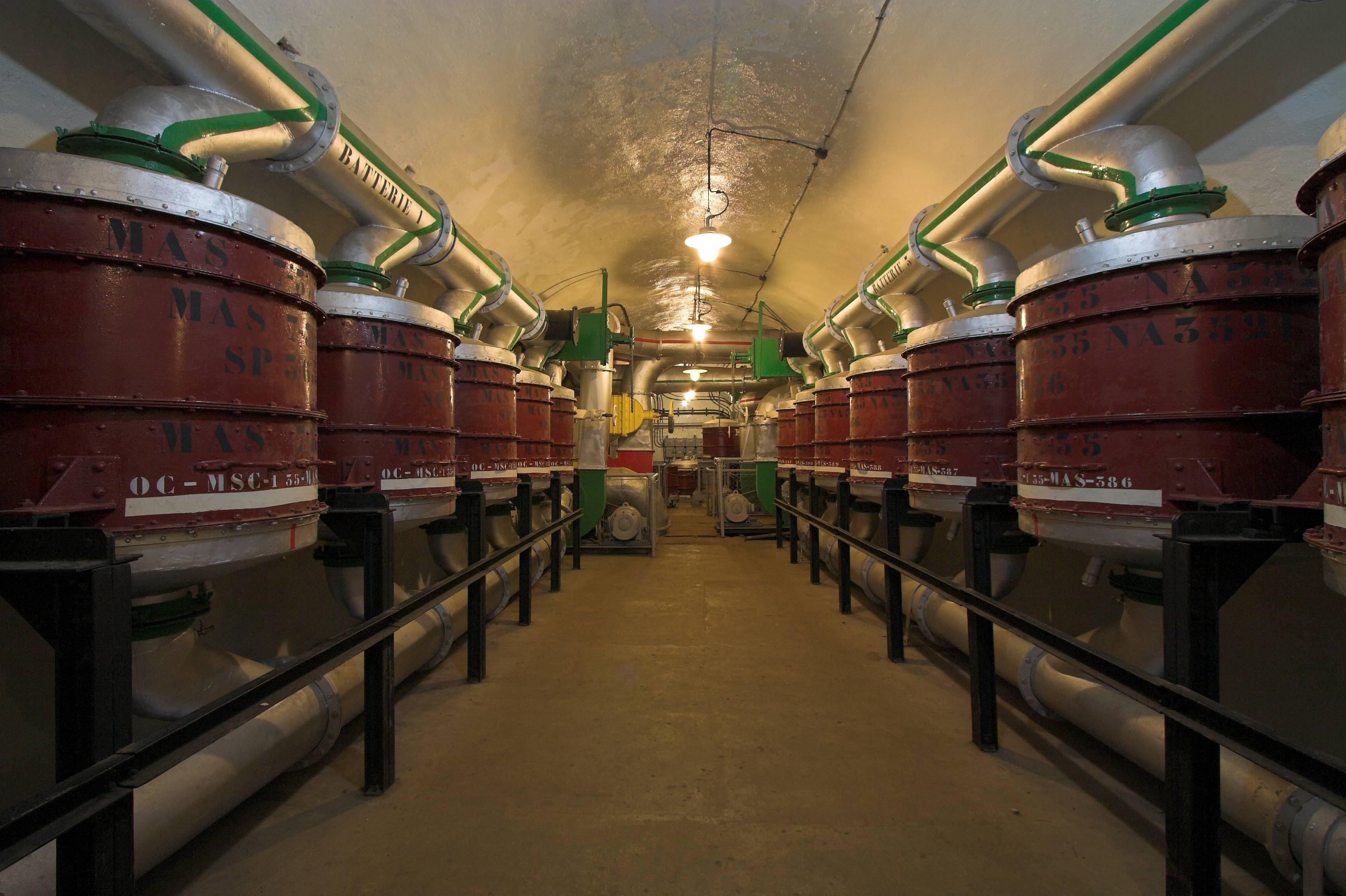
Batteries de filtres de Schœnenbourg.

### Caserne
Pour assurer à l'équipage un casernement au calme et dans la sécurité, différents locaux sont aménagés près de l'usine et des entrées : des chambrées pour les hommes de troupe (32 soldats ou neuf sergents par chambrée), des chambres d'officier, une infirmerie, un bloc opératoire, des chambres pour blessés, des magasins divers (habillement, couchage, etc.), des cellules disciplinaires (une cellule pour 150 hommes), des cuisines (celle des officiers à part), des lavabos, des douches, des urinoirs, des toilettes à la turque (un pour 40 hommes ou pour 15 officiers), un égout, un puits à eau (ou le captage d'une source), une citerne d'eau potable (pour 15 jours), des poubelles, une laverie, des réserves de vivres (pour 45 jours), etc.

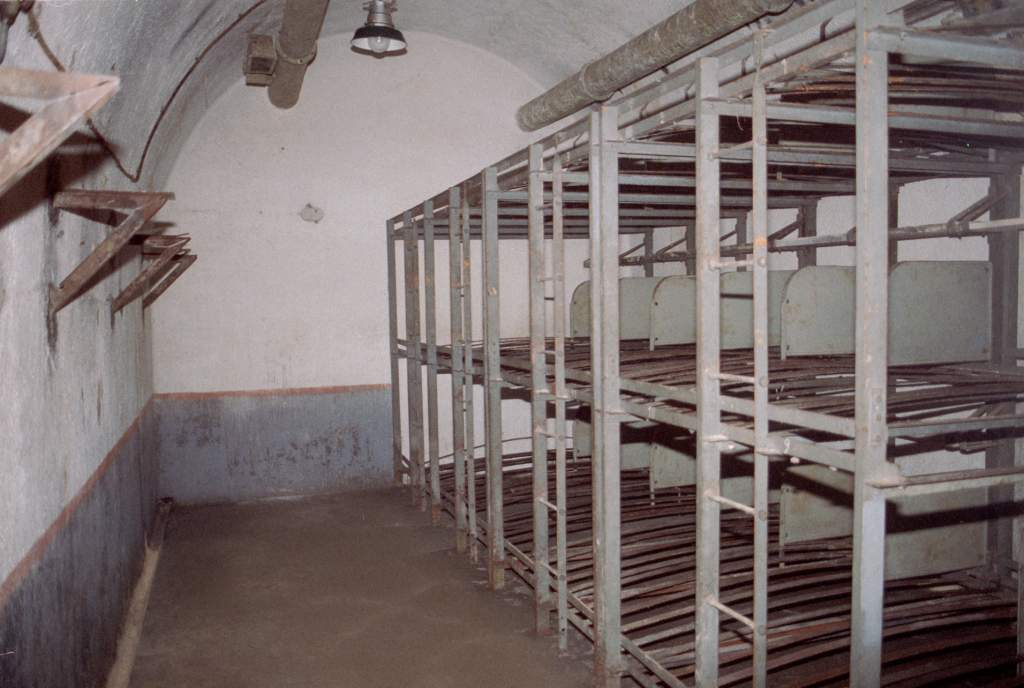
Chambrée des soldats à Saint-Ours.
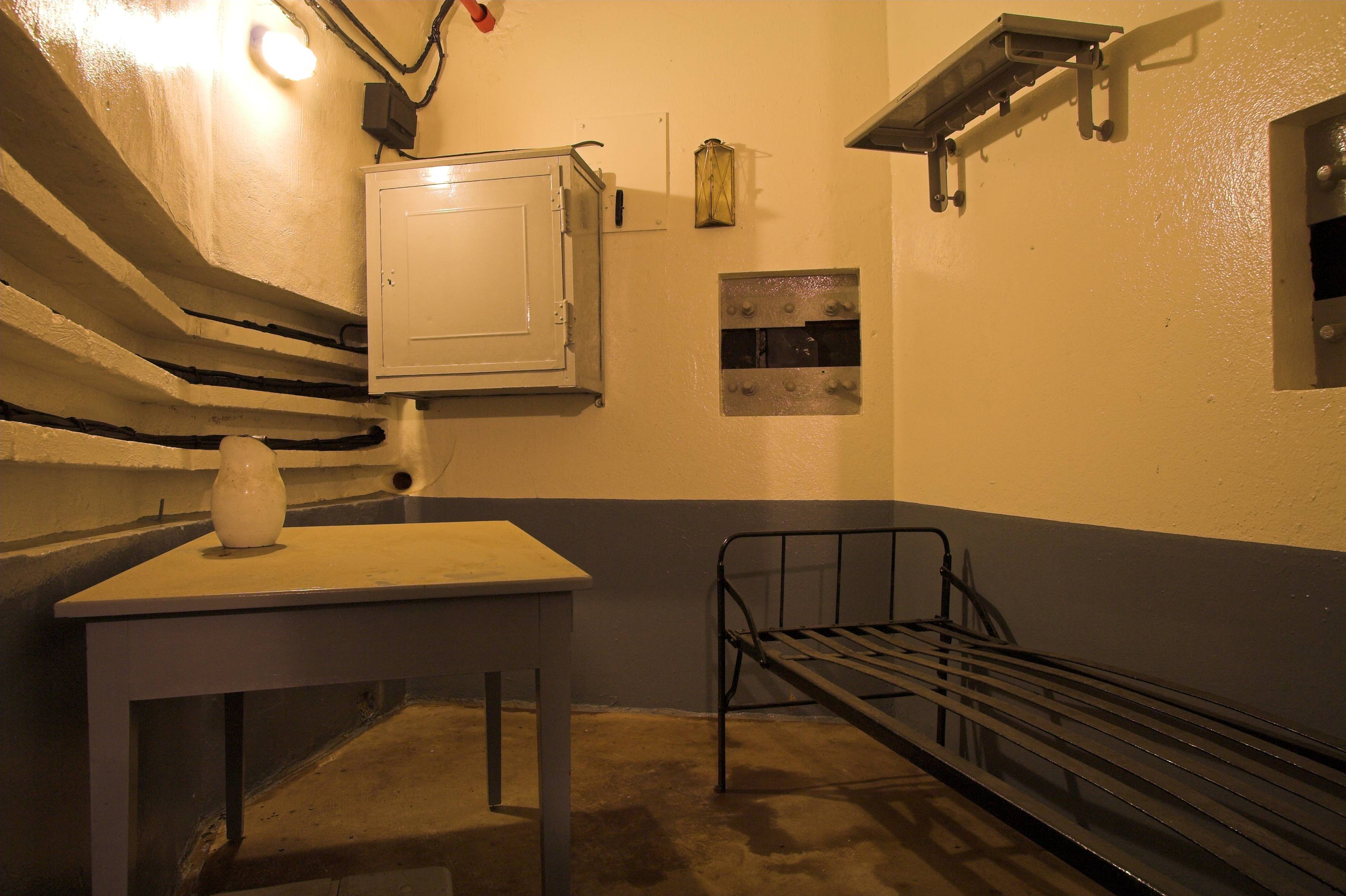
Chambre d'officier.
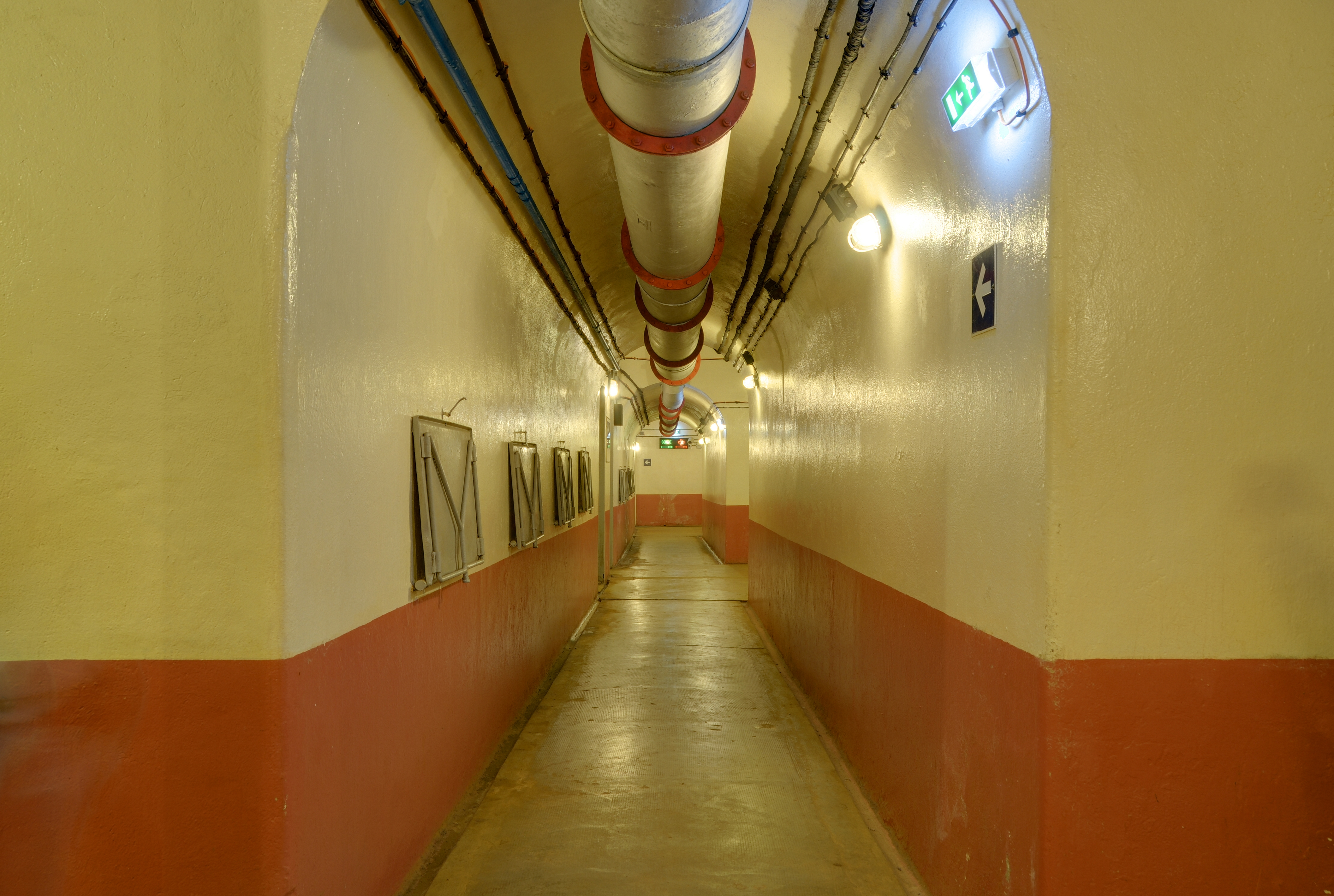
Tables rabattables où les hommes de troupe mangeaient.
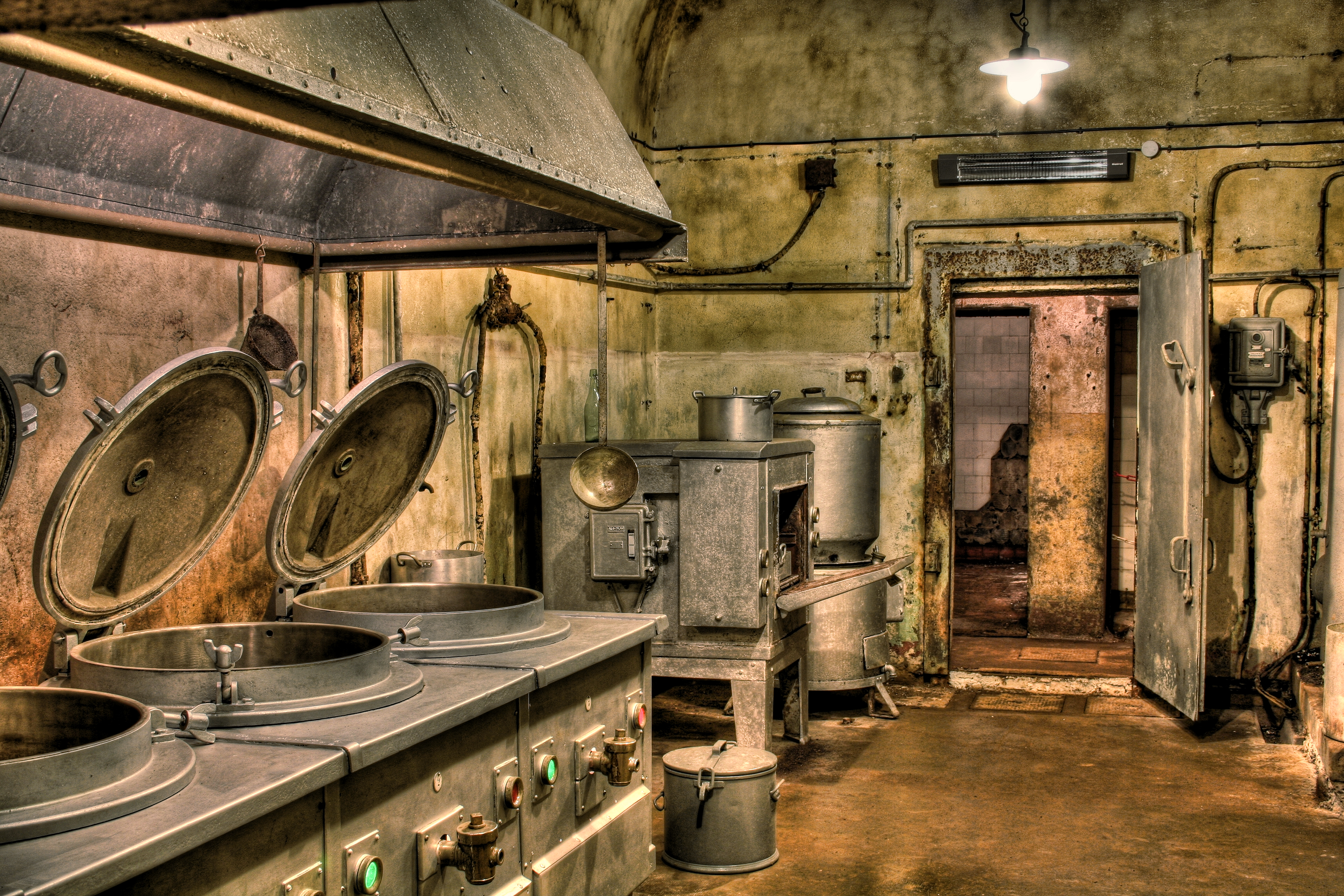
Cuisine du Michelsberg.
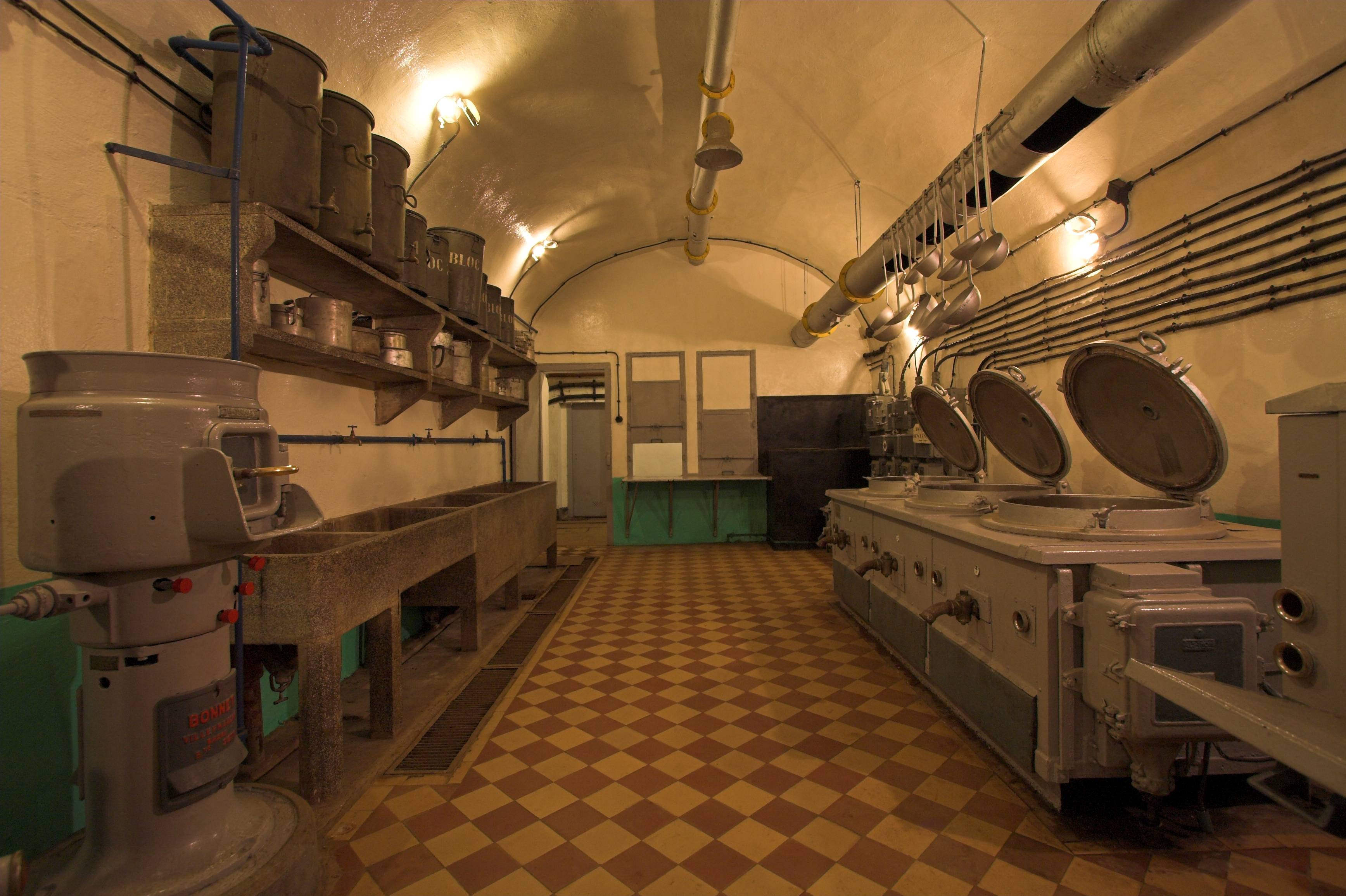
Cuisine de Schœnenbourg.
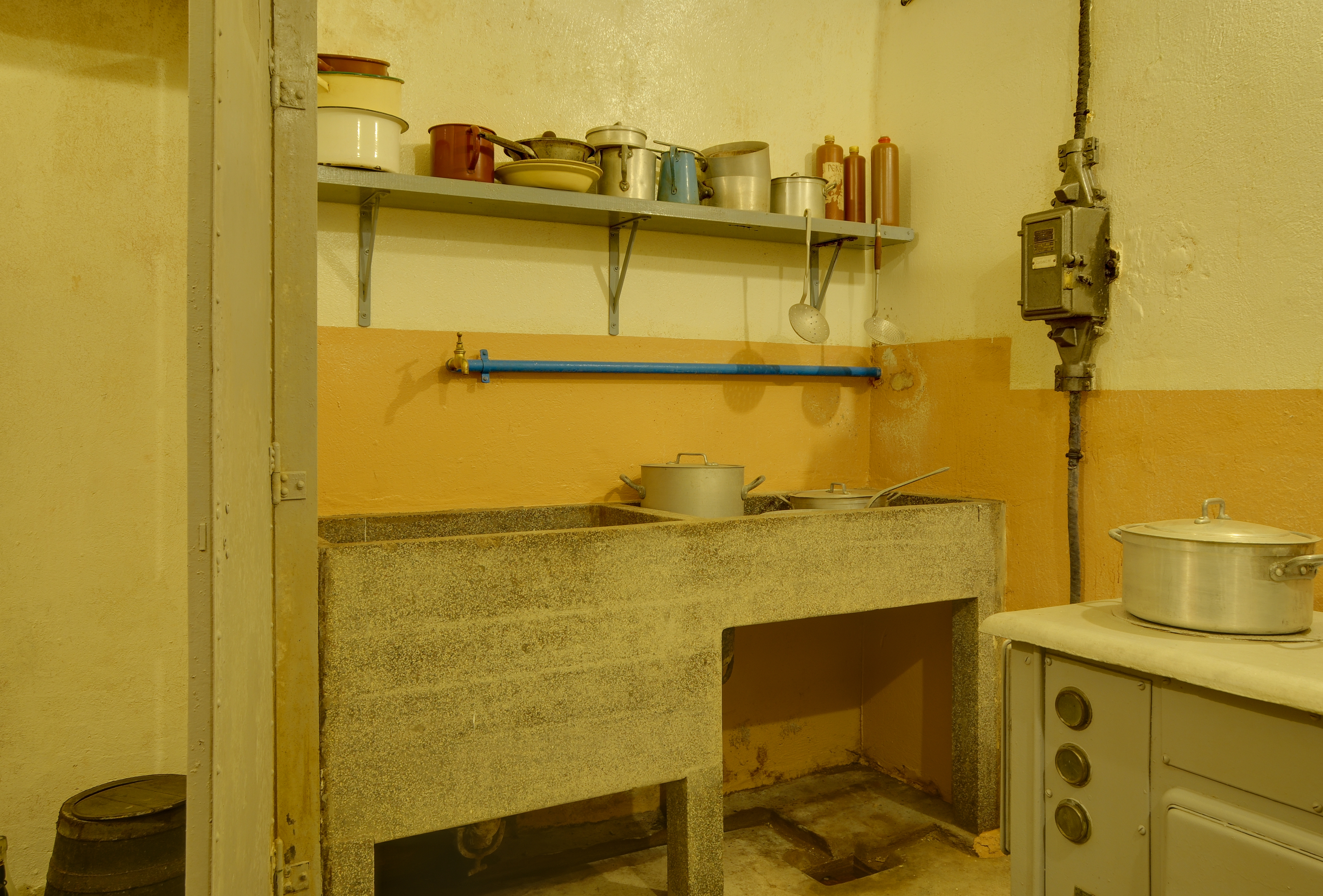
Cuisine des officiers.
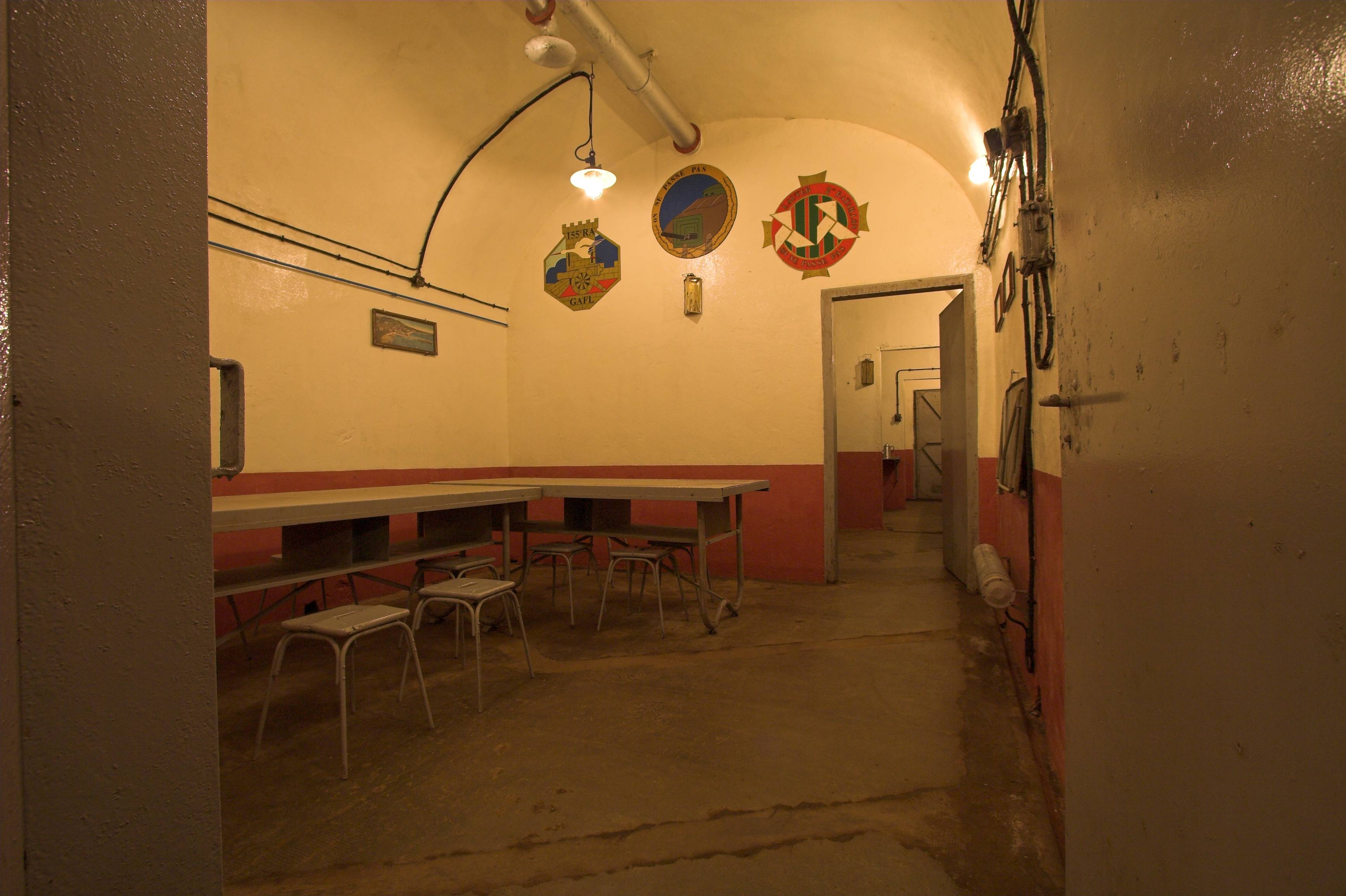
Mess des officiers.
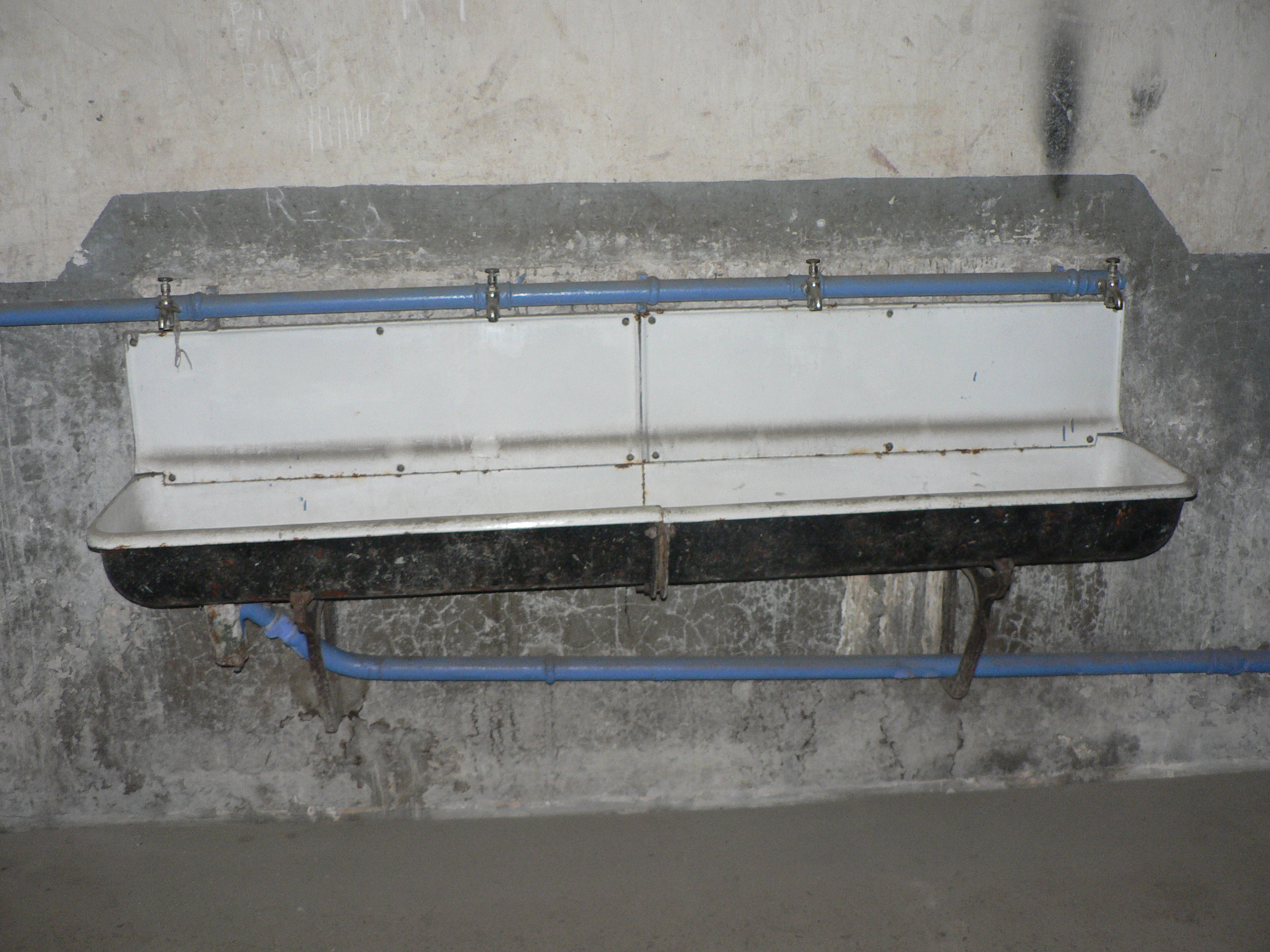
Lavabo.
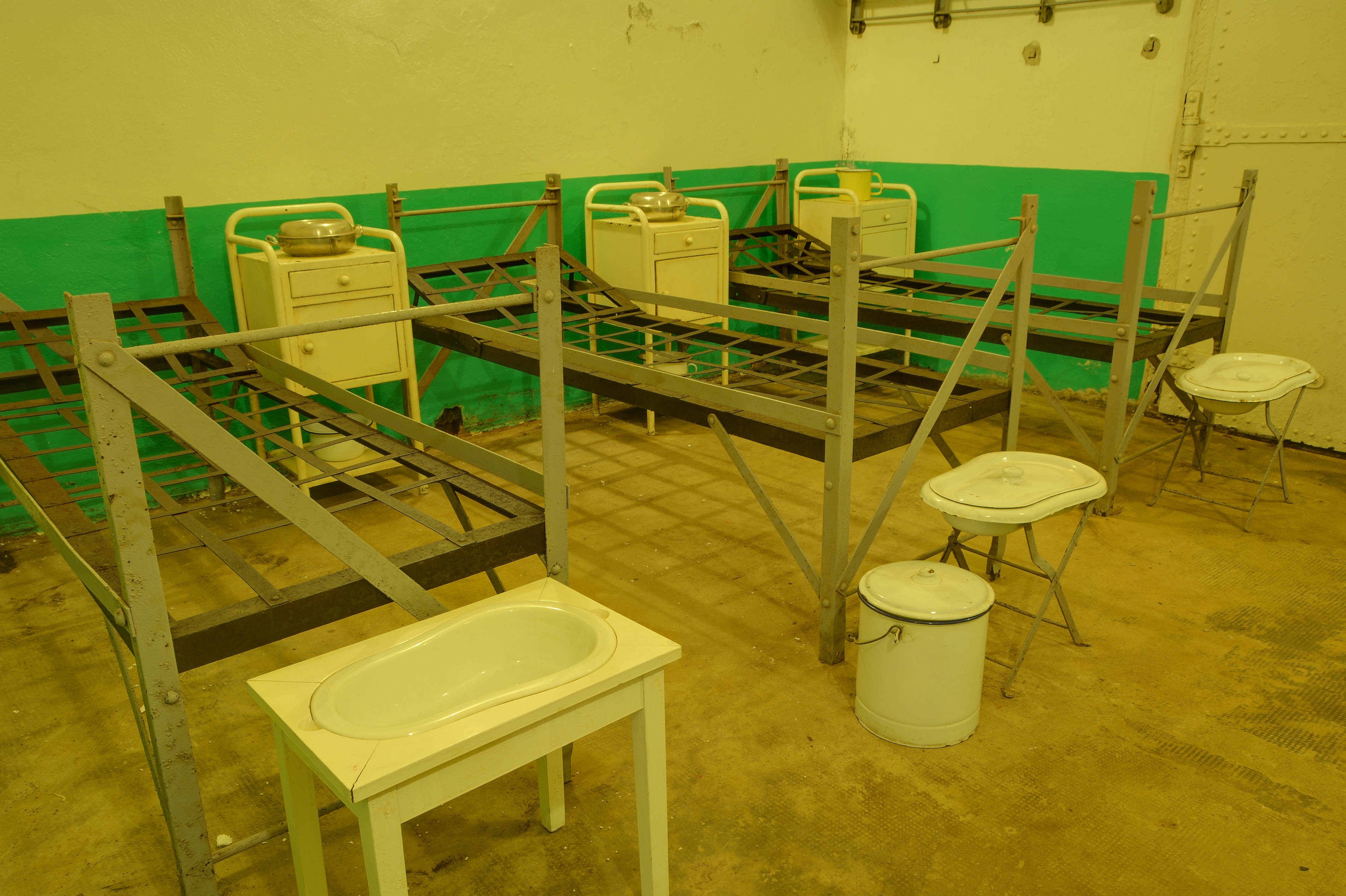
Infirmerie.
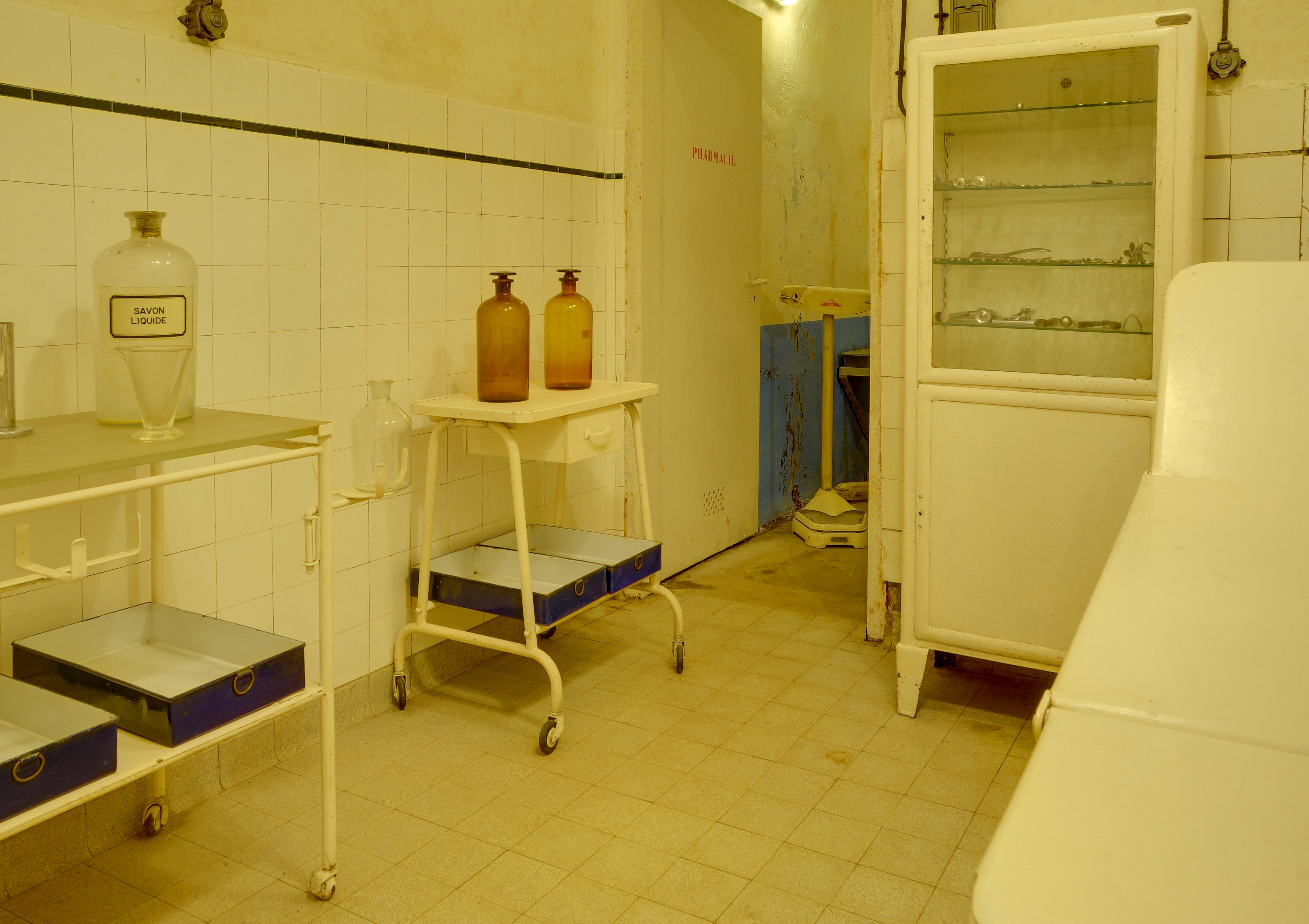
Salle de soin.
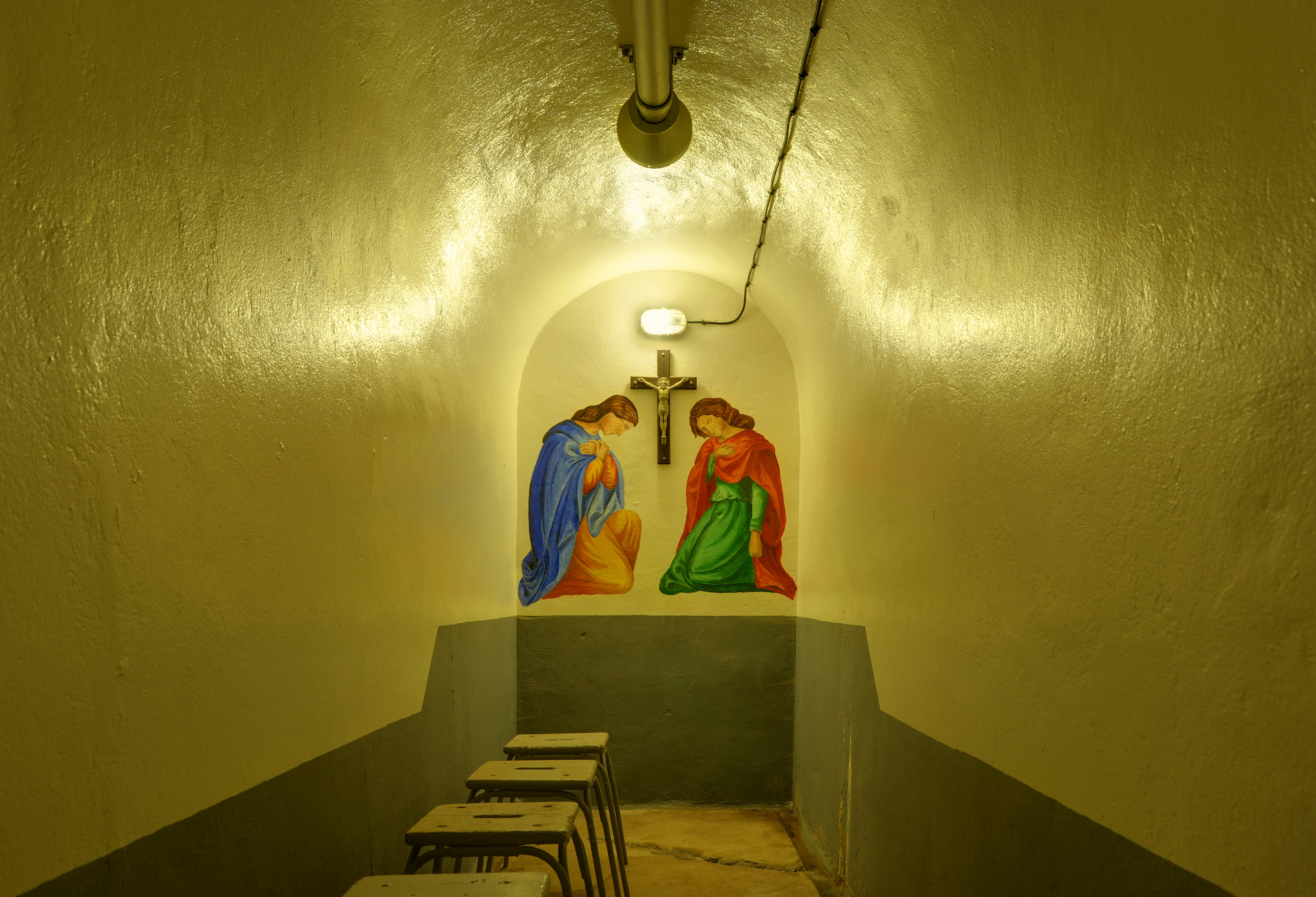
Chapelle.
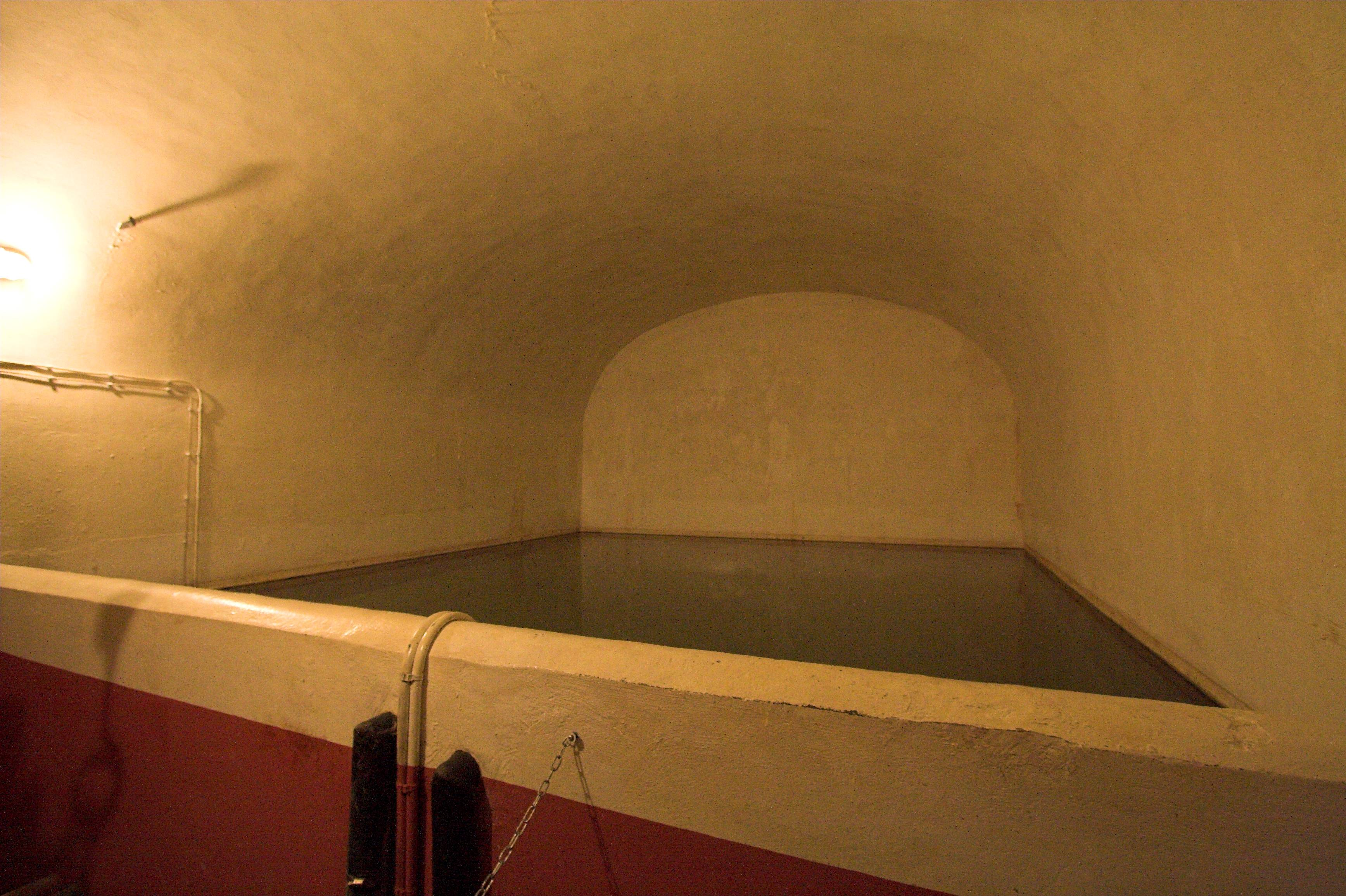
Réservoir d'eau.
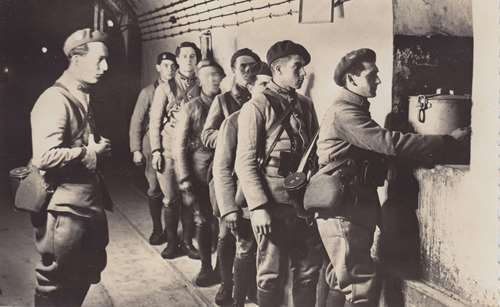
Distribution de la soupe.

### Poste de commandement
Dans les gros ouvrages, un PC général d'ouvrage est construit en général à proximité des puits menant aux observatoires. C'est lui qui reçoit les informations par téléphone des différents observatoires (y compris ceux voisins de l'ouvrage) et c'est de là que partent les ordres de tir vers les PC de blocs.
Un PC d'ouvrage est composé de plusieurs salles, dont le nombre est modulé selon la taille de l'ouvrage : le central téléphonique, le PC artillerie, le PC infanterie, le SR (service de renseignement, qui est divisé dans les plus gros ouvrages en SRA pour l'artillerie et SRI pour l'infanterie), le bureau du commandant d'ouvrage et les chambres des principaux officiers. Dans le SR de l'ouvrage, chaque observatoire a son téléphoniste, qui inscrit les messages à la craie sur des tableaux qui sont ensuite levés pour que l'officier SRA puisse les lire.

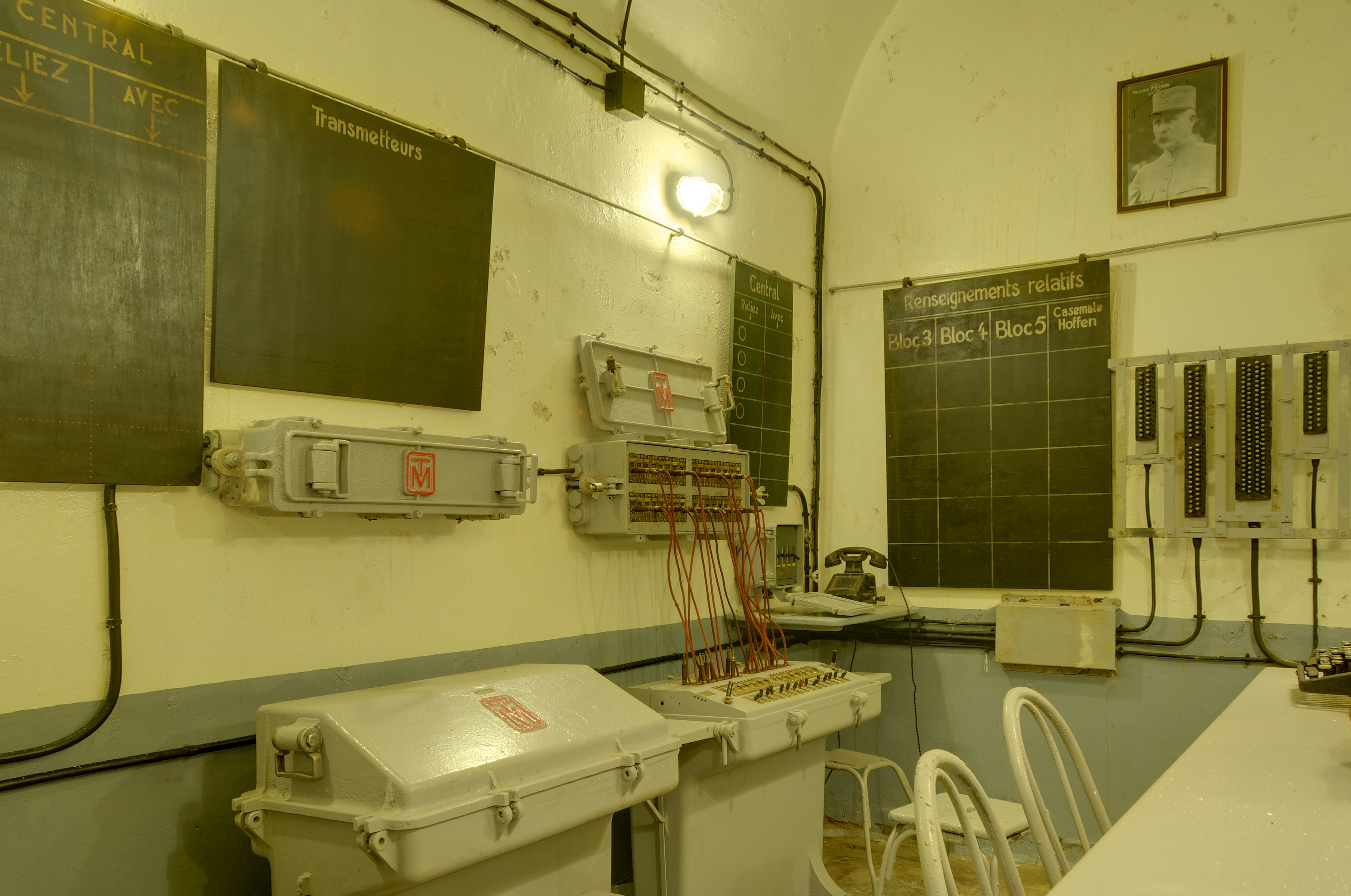
Central téléphonique de Schœnenbourg.
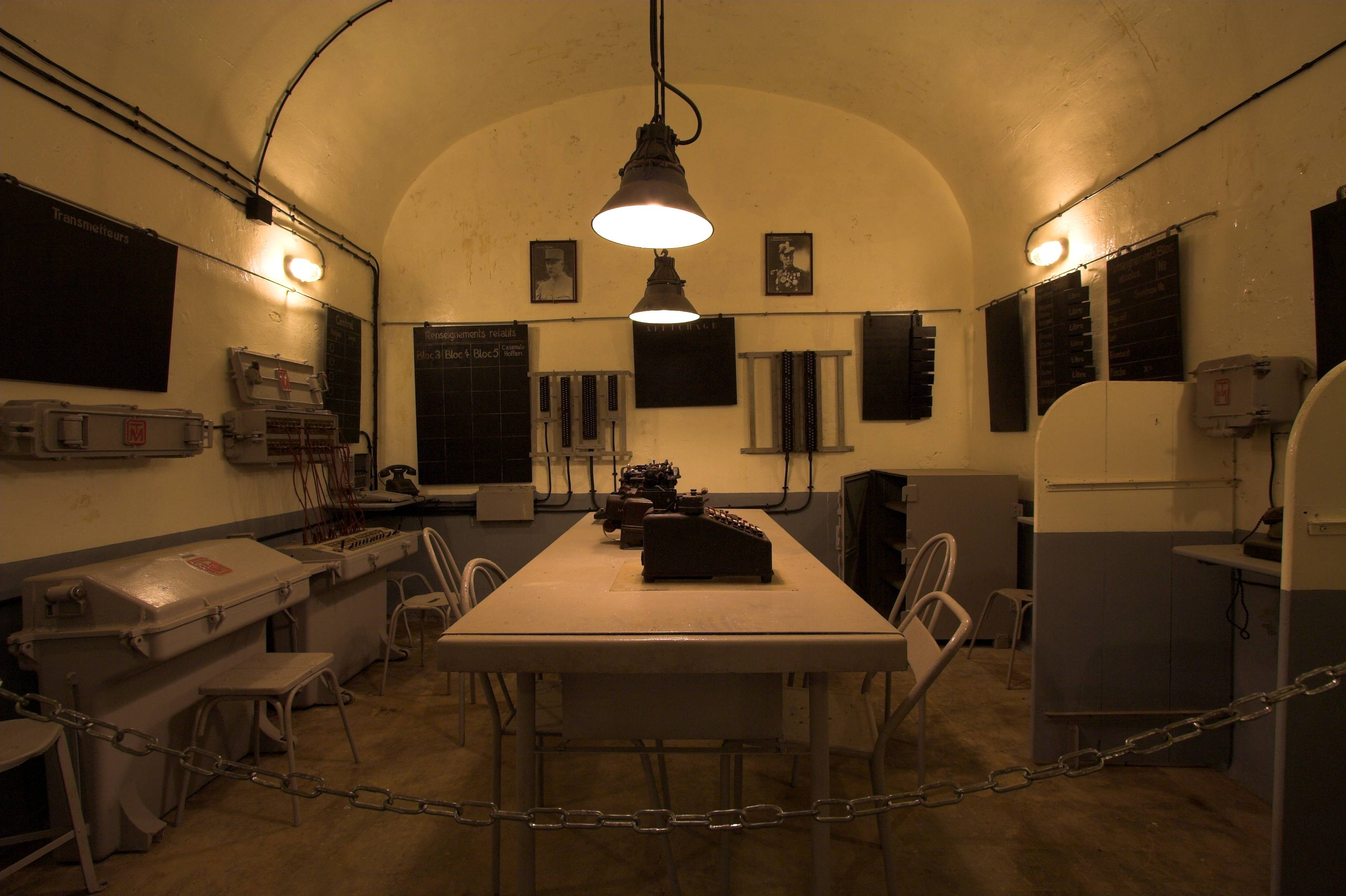
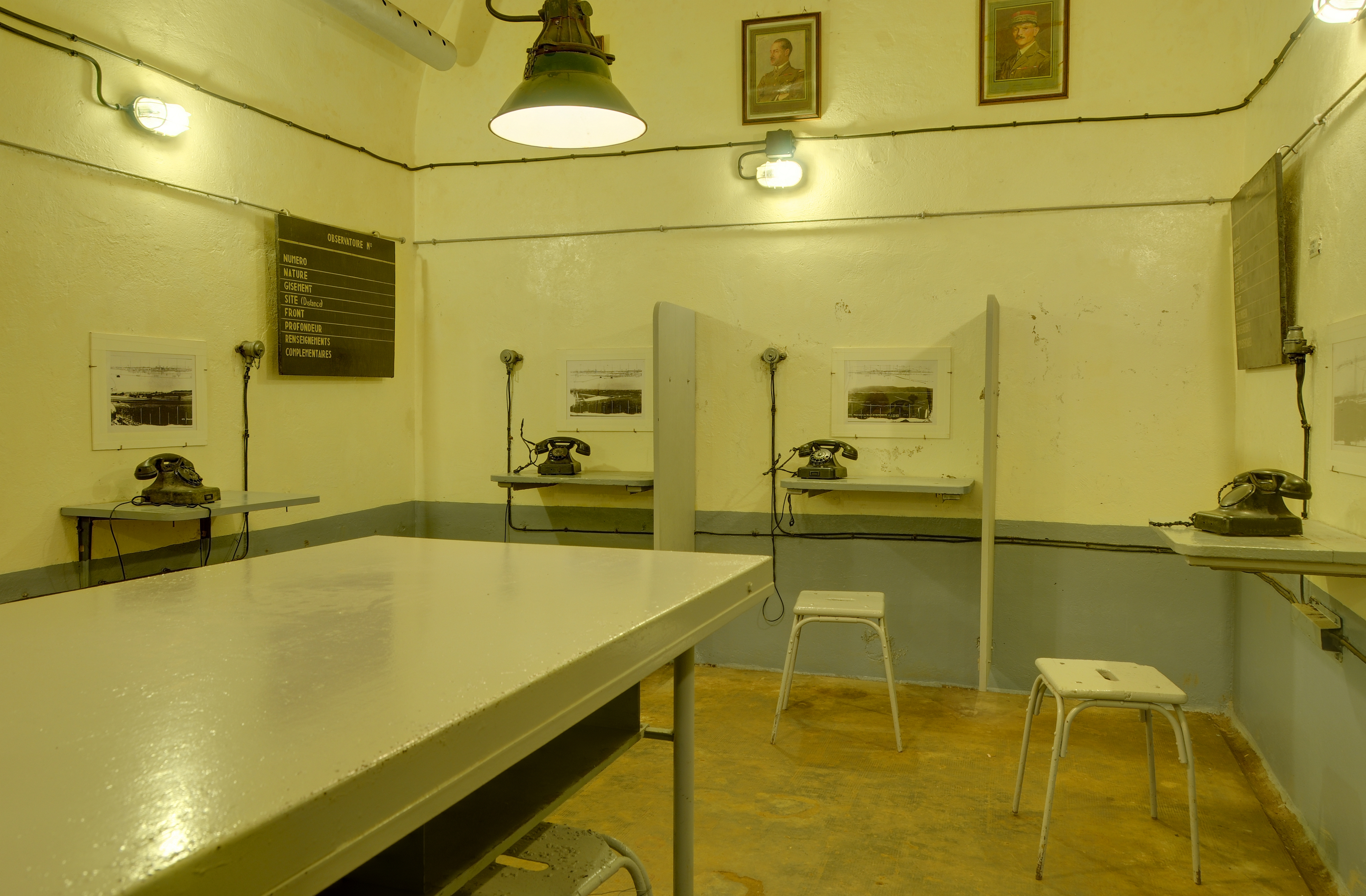
PC infanterie de Schœnenbourg.
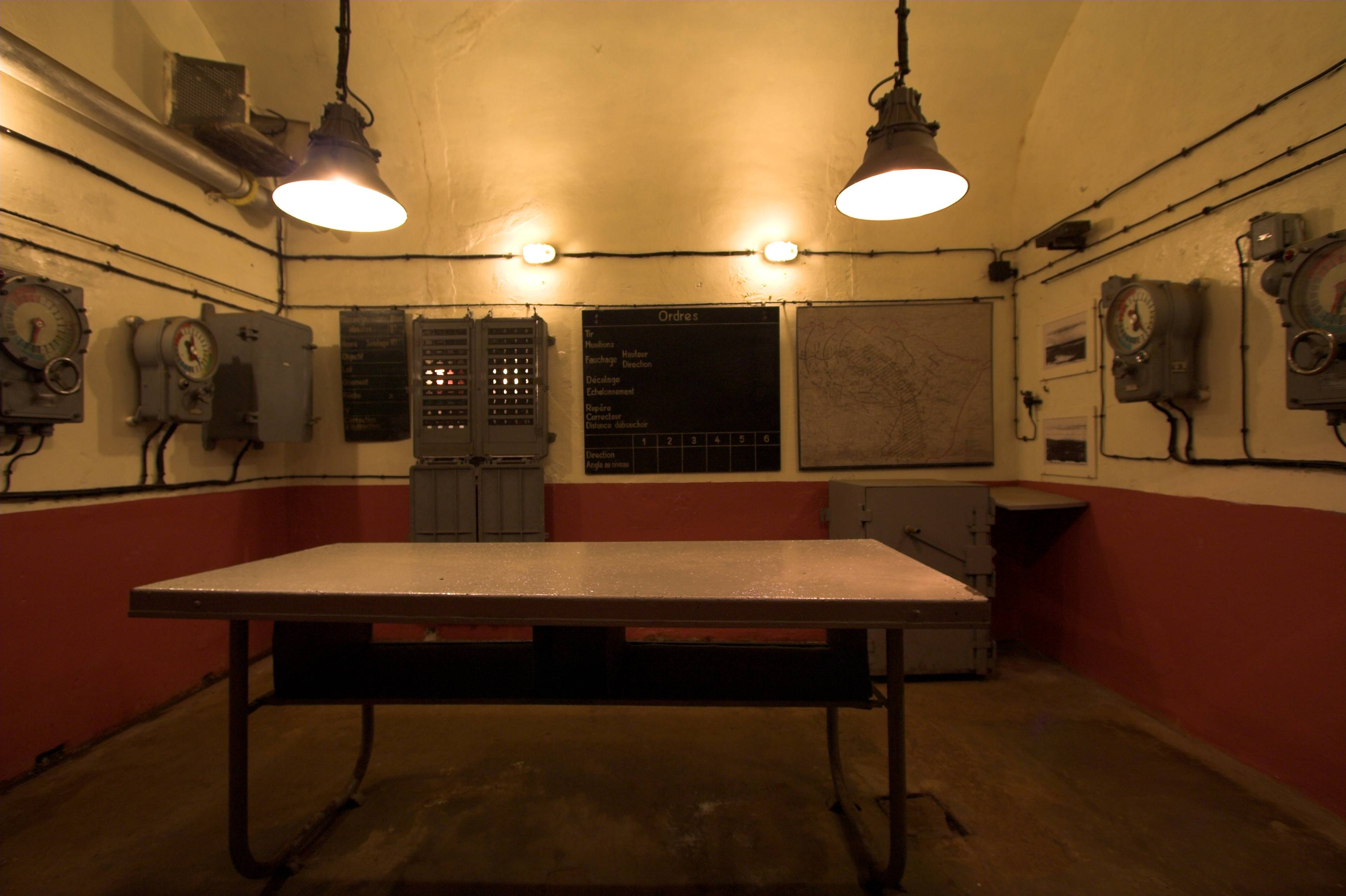